# 2. September
Der 2. September ist der 245. Tag des gregorianischen Kalenders (der 246. in Schaltjahren), somit bleiben noch 120 Tage bis zum Jahresende.

## Ereignisse

### Politik und Weltgeschehen
- 44 v. Chr.: Marcus Tullius Cicero hält seine erste von 14 Philippischen Reden gegen Marcus Antonius, der nach Caesars Tod die Alleinherrschaft im Römischen Reich anstrebt.

31 v. Chr.: Schlacht bei Actium

- 31 v. Chr.: In der Schlacht bei Actium siegt die Flotte Octavians, des späteren Kaisers Augustus, und Marcus Agrippas über jene Marcus Antonius’ und Kleopatras, womit Octavian sich die Alleinherrschaft im Römischen Reich sichert.
- 1192: Mit dem Vertrag von Jaffa zwischen Sultan Saladin und Richard Löwenherz endet der Dritte Kreuzzug.
- 1628: In der Schlacht bei Wolgast setzen sich die kaiserlichen Truppen Wallensteins gegen die dänischen Verteidiger der kurz zuvor eroberten pommerschen Stadt durch. Dänemarks König Christian IV. flieht nach der Niederlage in sein Reich.
- 1649: Die Hauptstadt des Herzogtums Castro kapituliert vor den Truppen von Papst Innozenz X., nachdem Herzog Ranuccio II. Farnese nach Parma geflohen ist. Die Stadt wird befehlsgemäß vollständig zerstört.
- 1686: Karl V. von Lothringen erobert mit seinen Truppen die Stadt Buda, heute ein Teil Budapests, nach 145 Jahren osmanischer Herrschaft für das Haus Habsburg zurück.

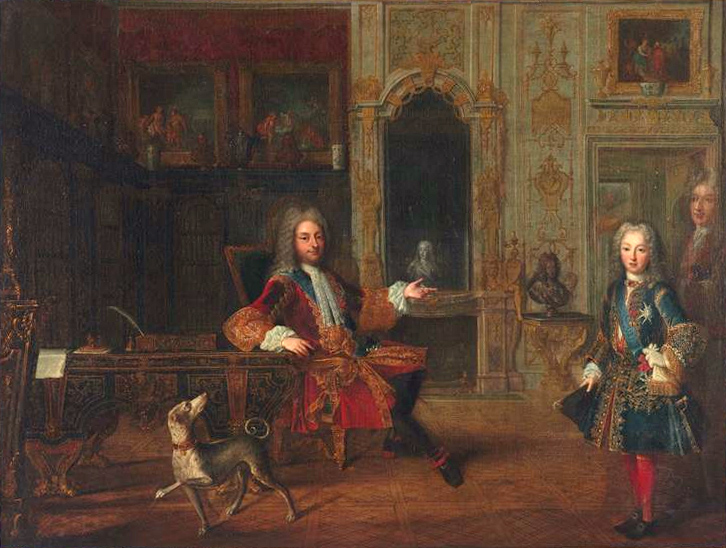
1715: Philippe II. und Ludwig XV.

- 1715: Philippe II. de Bourbon, duc d’Orléans, Vormund des neuen französischen Königs Ludwig XV., lässt durch das Parlement de Paris das Testament des am Vortag verstorbenen Königs Ludwig XIV. in wesentlichen Teilen annullieren. Dieses hat seine Befugnisse durch die Einsetzung eines Regentschaftsrates beschnitten. Als Gegenleistung hebt Philippe die Einschränkungen des Remonstrationsrechts des Parlements auf.
- 1792: Während der Französischen Revolution beginnen die von Jean Paul Marat und Georges Danton organisierten Septembermassaker in Paris.
- 1796: Die Reichsstadt Nürnberg schließt auf Druck ihrer Bürger nach der französischen Besetzung im Ersten Koalitionskrieg einen Vertrag, der die Stadt preußischer Landeshoheit unterstellen soll. Die Bestätigung durch die preußische Regierung bleibt später aus außenpolitischer Rücksichtnahme und der nötigen Übernahme der Nürnberger Schuldenlast aus.
- 1850: Der deutsche Auswanderer und Apotheker Hermann Blumenau gründet in Brasilien den nach ihm benannten Ort Blumenau. Die Stadt entwickelt sich zu einem Zentrum deutscher Kolonisation im Land.
- 1856: Der Schweizer Kanton Neuenburg erlebt einen Putschversuch von Royalisten, die den preußischen König wieder als Landesherrn einsetzen wollen.
- 1864: Beim Atlanta-Feldzug während des Amerikanischen Bürgerkriegs nimmt General William T. Sherman mit seinen Truppen Atlanta in Georgia ein.

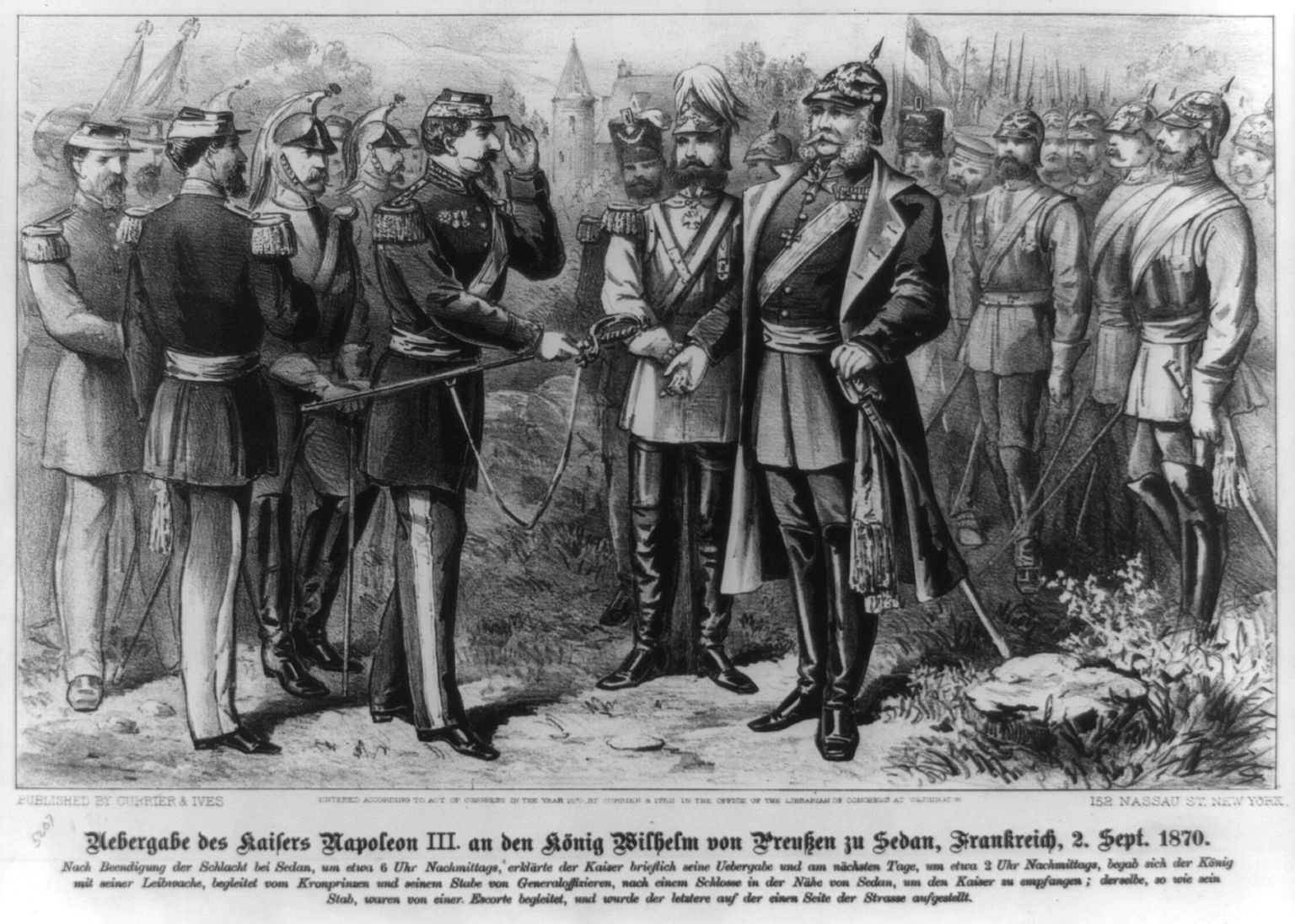
1870: Kapitulation Napoleons III.

- 1870: Nach der Kapitulation in der Schlacht von Sedan im Deutsch-Französischen Krieg begibt sich Frankreichs Kaiser Napoléon III. mitsamt seiner Armee in deutsche Kriegsgefangenschaft.

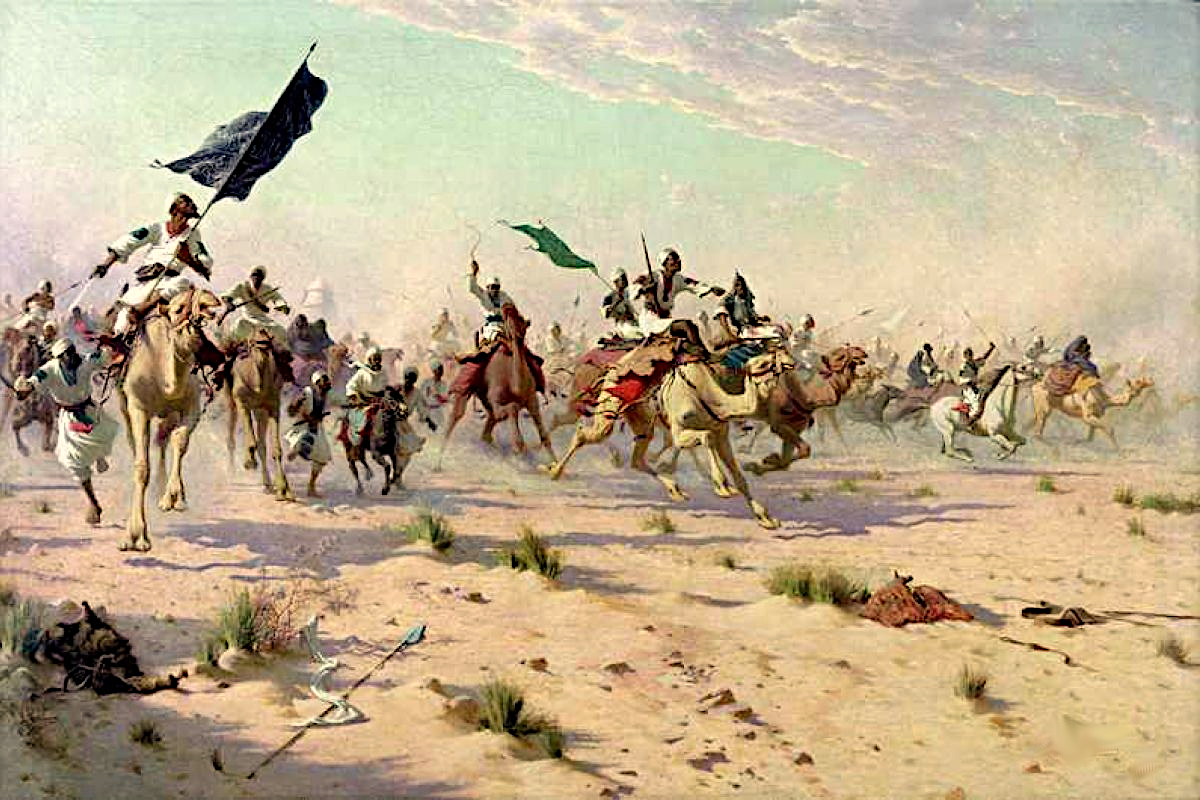
1898: Mahdisten bei Omdurman

- 1898: Herbert Kitchener erringt in der Schlacht von Omdurman (auf dem Gebiet des heutigen Sudan) den entscheidenden Sieg über die Mahdisten.
- 1920: Nach dem Einmarsch sowjetrussischer Truppen in das Emirat Buchara flieht Emir Alim Khan nach Afghanistan.
- 1930: Adolf Hitler übernimmt den Oberbefehl über die Sturmabteilung (SA).
- 1939: Frankreich und Großbritannien stellen Deutschland ein Ultimatum auf sofortigen Rückzug aus Polen, getreu der Polen gegenüber abgegebenen britisch-französischen Garantieerklärung im Falle eines Angriffs.
- 1944: Der amerikanische Finanzminister Henry Morgenthau erarbeitet einen 14-Punkte-Plan, wie mit dem besiegten Deutschland nach dem Ende des Zweiten Weltkriegs verfahren werden soll.

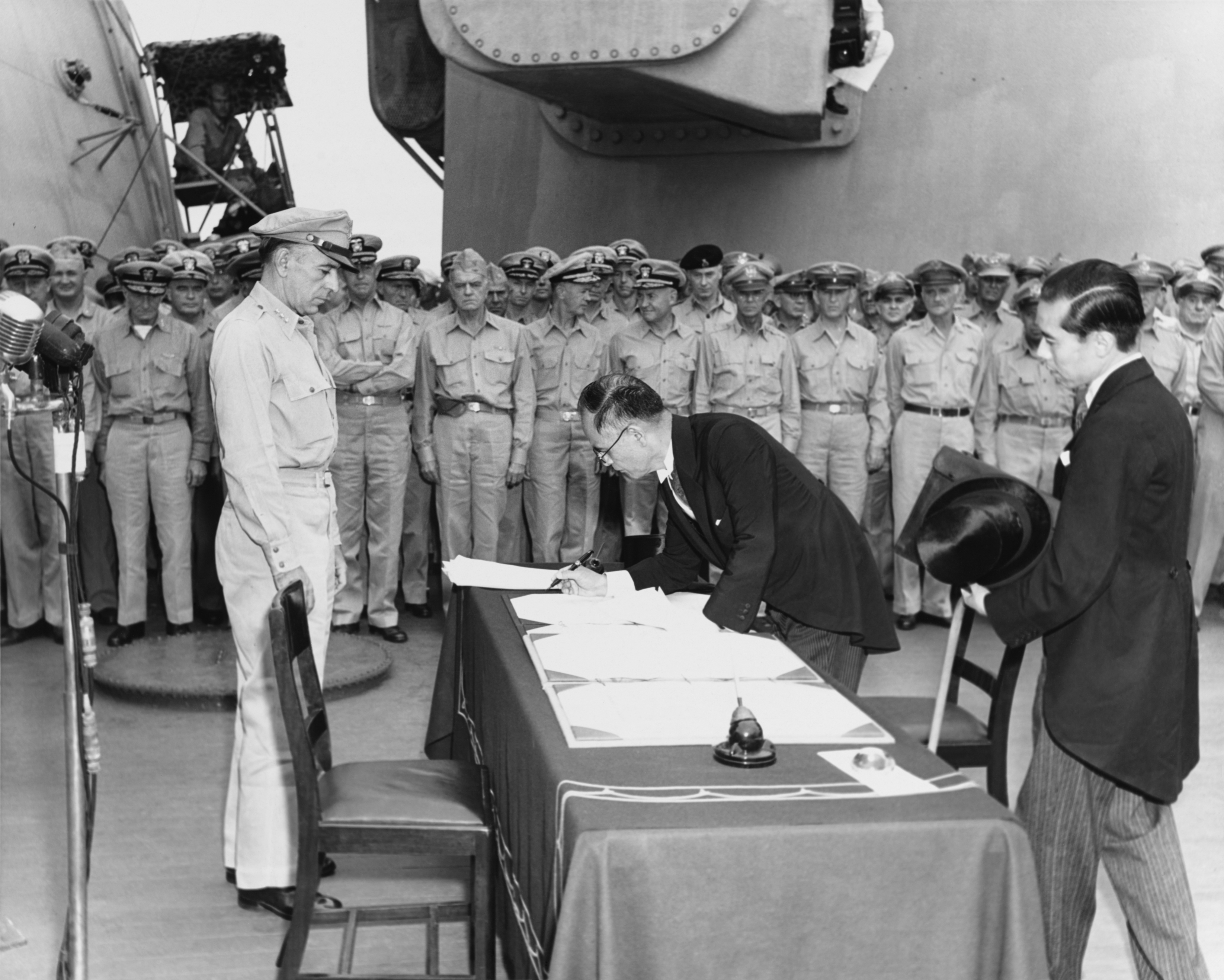
1945: Japan kapituliert

- 1945: Auf dem US-amerikanischen Schlachtschiff Missouri wird die Urkunde über die Kapitulation Japans unterzeichnet; damit endet der Zweite Weltkrieg.
- 1945: Hồ Chí Minh proklamiert nach der Augustrevolution in Hanoi Vietnams Unabhängigkeit von Japan und Frankreich.
- 1946: Der Sozialistische Deutsche Studentenbund wird gegründet.
- 1957: In Little Rock, Arkansas, lässt der Gouverneur Orval Faubus Nationalgardisten aufmarschieren, um neun schwarzen Schülern (Little Rock Nine) aus Gründen der Rassentrennung den Zutritt zur örtlichen Schule zu verwehren.
- 1958: Über Armenien wird im sowjetischen Luftraum ein amerikanisches Spionageflugzeug abgeschossen. Alle 17 Besatzungsmitglieder sterben.
- 1963: Alabamas Gouverneur George Wallace mobilisiert die Staatspolizei, um schwarzen Kindern das Betreten integrierter Schulen zu verwehren. Die Rassentrennung soll damit fortbestehen.

1967: Flagge von Sealand

- 1967: Das Fürstentum Sealand erklärt seine Unabhängigkeit von Großbritannien.
- 1973: Frankreich zieht seine Streitkräfte aus Madagaskar ab.
- 1987: Vor dem Obersten Gerichtshof in Moskau beginnt der Prozess gegen den deutschen Sportflieger Mathias Rust.
- 1989: Eine polizeilich niedergeschlagene Demonstration, der Purple Rain Protest, findet in Kapstadt, Südafrika statt.
- 1990: Die am 20. November des Vorjahres von der UN-Generalversammlung beschlossene Kinderrechtskonvention tritt in Kraft.
- 1998: Mit dem Akayesu-Urteil des Internationalen Strafgerichtshofs für Ruanda erfolgt erstmals in der Rechtsgeschichte eine Verurteilung auf der Basis der 1948 beschlossenen Konvention über die Verhütung und Bestrafung des Völkermordes.
- 2003: Das hochverschuldete Land Berlin reicht beim Bundesverfassungsgericht in Karlsruhe Klage gegen den Bund auf Finanzhilfen in Milliardenhöhe ein.
- 2004: Mit der Resolution 1559 fordert der UN-Sicherheitsrat den Abzug aller ausländischen Truppen aus dem Libanon und die Entwaffnung und Auflösung aller dort befindlichen Milizen.

### Wirtschaft
- 1811: Karl August von Hardenberg hebt als Staatskanzler per Edikt den Zunftzwang auf und führt damit die Gewerbefreiheit in Preußen ein.

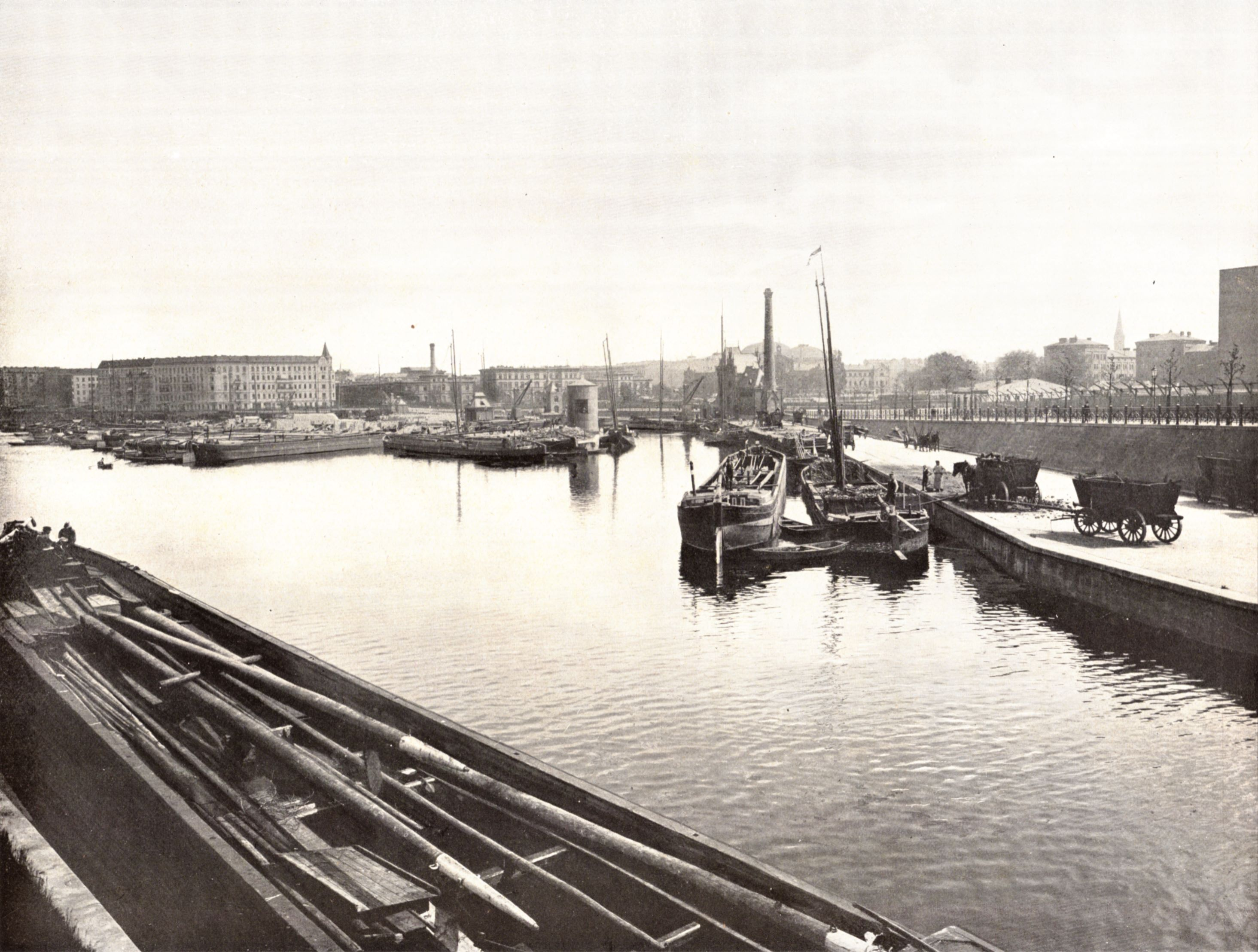
1850: Landwehrkanal

- 1850: Der Berliner Landwehrkanal wird eingeweiht. Weder Presse noch Bevölkerung nehmen davon sonderlich Notiz, weil das technische Bauwerk weit außerhalb der Stadtmauern liegt.
- 1969: Beginn der Septemberstreiks im Ruhrgebiet, ein erfolgreicher Wilder Streik.

### Wissenschaft und Technik
- 1667: In Paris wird die Straßenbeleuchtung eingeführt, um das nächtliche Geschehen polizeilich besser überwachen zu können.
- 1811: König Friedrich VI. gründet die Universität Oslo.

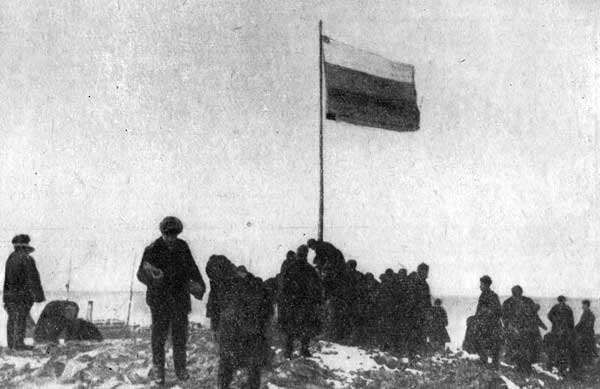
1913: Hydrographische Expedition des Nördlichen Eismeers

- 1913: Die von Boris Wilkizki geleitete Hydrographische Expedition des Nördlichen Eismeers entdeckt die Kleine Taimyr-Insel als erste des Archipels Sewernaja Semlja.
- 1916: Die Deutsche Bücherei in Leipzig wird mit einem Festakt eingeweiht.
- 1990: Der Silberpfeil (ET 201) der Köln-Bonner Eisenbahnen hat seinen letzten Betriebstag.
- 2006: Eine Lokomotive vom Typ Siemens ES64U4 stellt auf der Schnellfahrstrecke Nürnberg–Ingolstadt mit 357 km/h einen neuen Geschwindigkeits-Weltrekord für konventionelle Elektrolokomotiven auf.

### Kultur
- 1773: Die Uraufführung der Marionettenoper Philemon und Baucis oder Jupiters Reise auf Erde von Joseph Haydn findet in Esterház statt.

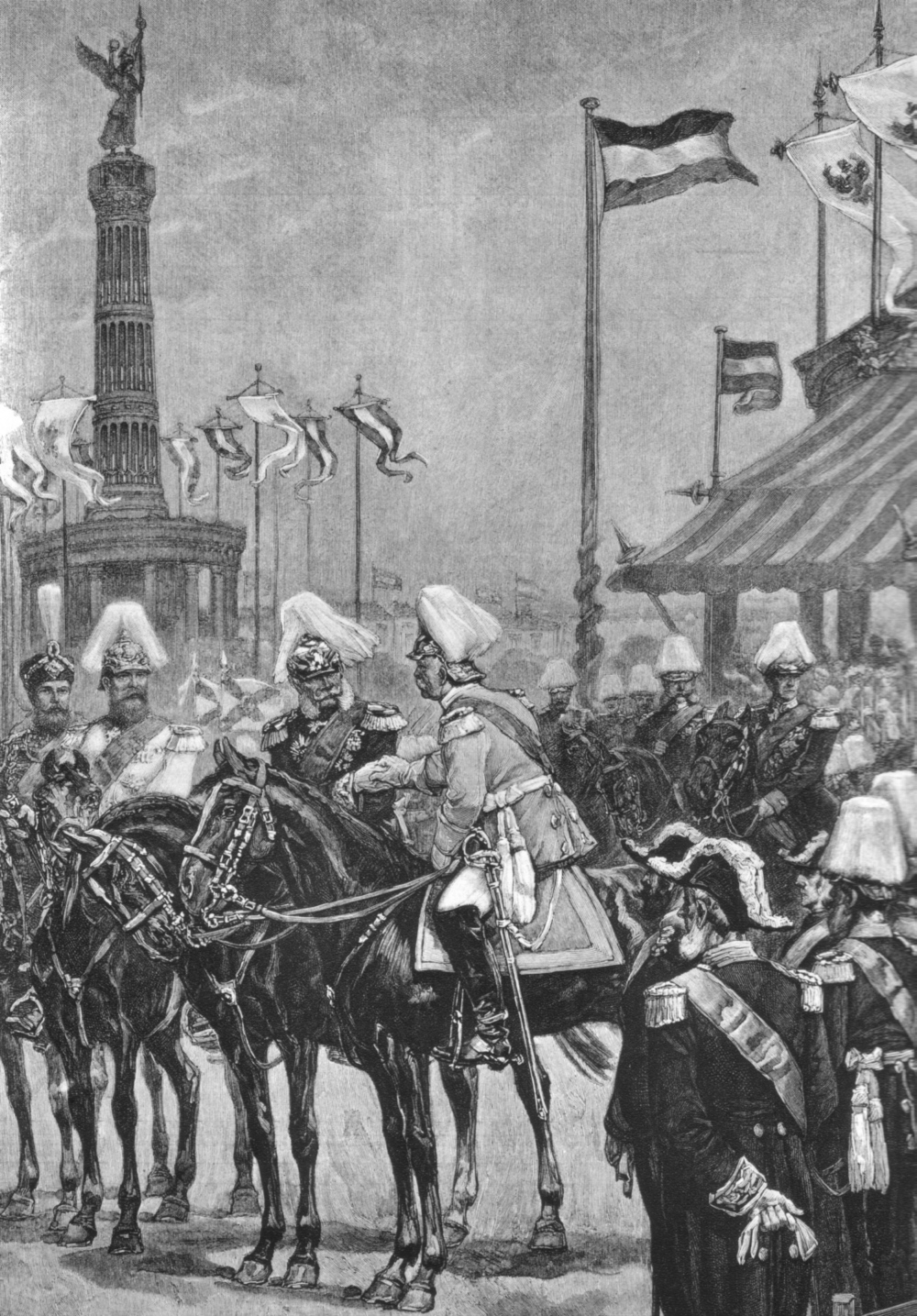
1873: Einweihung der Siegessäule

- 1873: Am neu geschaffenen Sedantag wird die nach einem Entwurf von Heinrich Strack erbaute Berliner Siegessäule eingeweiht.
- 1874: In Wien wird die Grundsteinlegung für das Parlamentsgebäude an der Ringstraße begangen.
- 1949: Der Film Der dritte Mann von Carol Reed nach einem Drehbuch von Graham Greene wird uraufgeführt. Die Hauptrollen werden von Joseph Cotten und Alida Valli gespielt. Die Figur des Harry Lime wird von Orson Welles dargestellt. Die Musik, darunter das Harry-Lime-Thema, stammt von Anton Karas
- 1992: Aribert Reimanns Oper Das Schloss nach dem gleichnamigen Roman von Franz Kafka wird an der Deutschen Oper Berlin uraufgeführt.
- 1995: Die von Ieoh Ming Pei entworfene Rock and Roll Hall of Fame öffnet in Cleveland ihre Pforten.
- 2018: Das Stift Heiligenkreuz gründet das Kloster Maria Friedenshort.

### Katastrophen

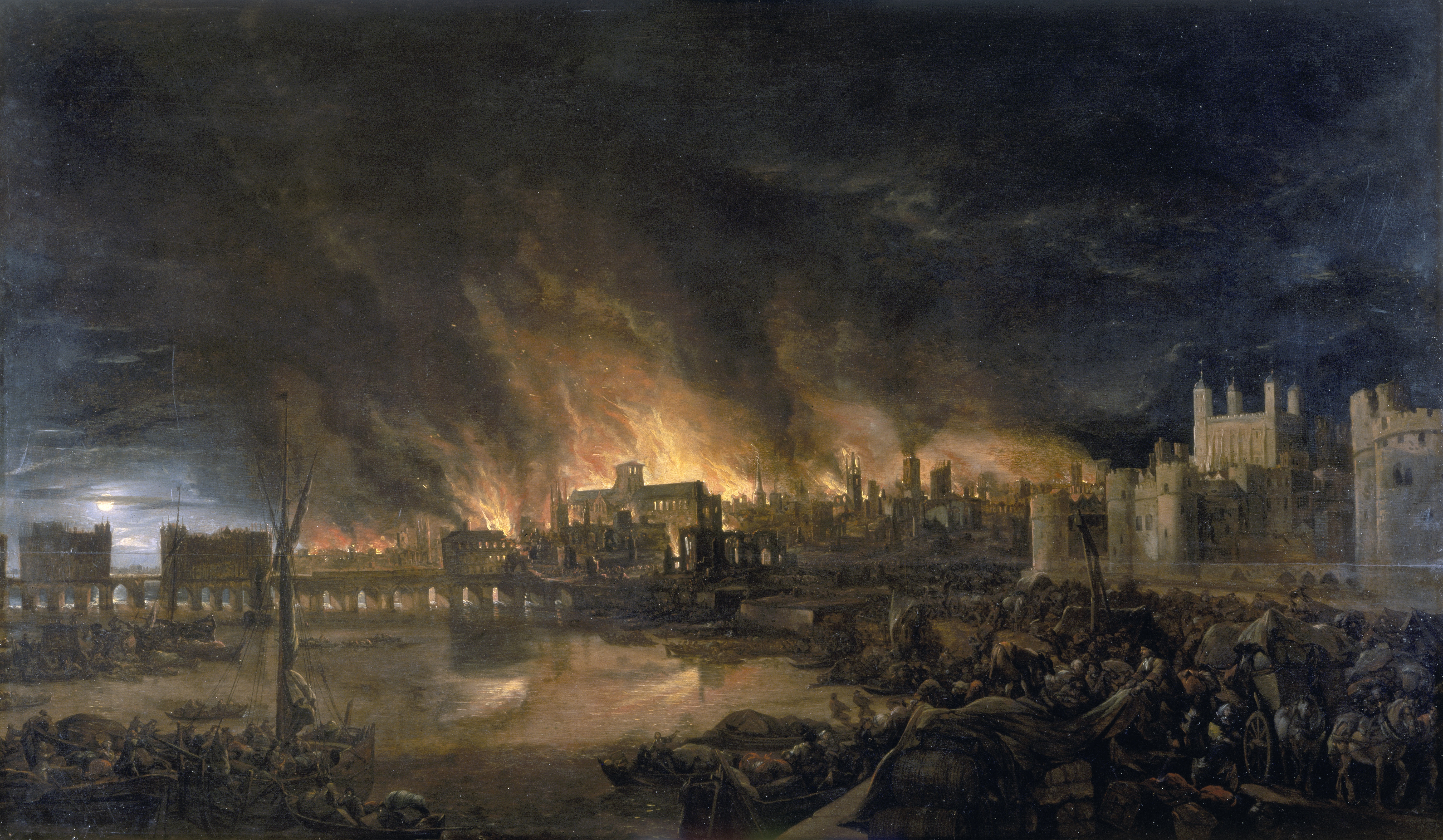
1666: Großer Brand von London

- 1666: In der Backstube eines königlichen Bäckers bricht der große Brand von London aus, der vier Tage lang wütet und die Stadt weitgehend zerstört.
- 1806: Ein Bergsturz zerstört das Schweizer Dorf Goldau, 457 Menschen kommen ums Leben.
- 1935: Der Labor-Day-Hurrikan verursacht katastrophale Schäden auf den Florida Keys und fordert mehrere hundert Menschenleben.
- 1984: Der Taifun Ike verwüstet Teile der philippinischen Inseln und fordert mehr als 1.400 Todesopfer.
- 1998: Eine MD-11 der Swissair mit Flugnummer SR 11 stürzt vor Halifax ins Meer, alle 215 Passagiere und 14 Besatzungsmitglieder kommen ums Leben.
- 2004: Im Dachstuhl der Herzogin-Anna-Amalia-Bibliothek in Weimar bricht ein um sich greifender Brand aus. 50.000 Bände der Bibliothek verbrennen, weitere 62.000 werden durch Feuer und Löschwasser beschädigt.

Kleinere Unglücksfälle sind in den Unterartikeln von Katastrophe und in der Liste von Katastrophen aufgeführt.

### Natur und Umwelt
- 1859: Beim Carrington-Ereignis legt der bisher stärkste registrierte Sonnensturm das gerade weltweit installierte Telegrafennetz lahm und führt zu Polarlichtern, die selbst in Rom, Havanna und auf Hawaii beobachtet werden können.

### Sport
- 1950: Der Deutsche Turner-Bund wird in Tübingen wiedergegründet.
- 1995: Im Londoner Wembley-Stadion gewinnt Frank Bruno seinen Boxkampf gegen Oliver McCall durch Sieg nach Punkten und wird dadurch Weltmeister im Schwergewicht.
- 2013: Nach 177 km und 53 Stunden kommt die 64-jährige US-amerikanische Langstreckenschwimmerin Diana Nyad in Key West in Florida an. Es ist ihr als erster Mensch ohne Haikäfig gelungen, von Havanna auf Kuba nach Key West in Florida zu schwimmen.

Einträge von Leichtathletik-Weltrekorden befinden sich unter der jeweiligen Disziplin unter Leichtathletik.

## Geboren

### Vor dem 18. Jahrhundert
- 1054: Sukjong, 15. König des koreanischen Goryeo-Reiches
- 1243: Gilbert de Clare, 6. Earl of Gloucester, englischer Magnat

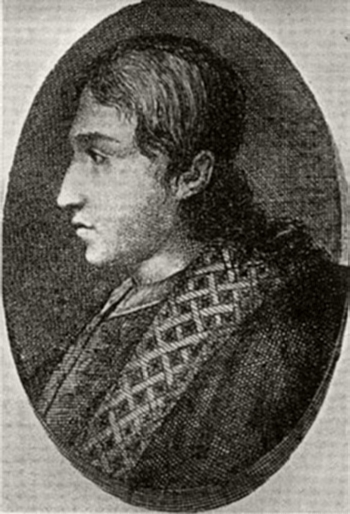
Ercole Strozzi (* 1471)

- 1471: Ercole Strozzi, italienischer Hofmann und Dichter
- 1516: François I. de Clèves, duc de Nevers, Graf von Nevers und Eu sowie Graf von Beaufort
- 1530: Friedrich Pensold, deutscher Philologe und Physiker
- 1547: Georg Thurzo, ungarisch-slowakischer Adeliger, Palatin von Ungarn
- 1599: David Auerbach, deutscher Theologe
- 1614: Claus von Ahlefeldt, dänischer Feldmarschall, Befehlshaber der Streitkräfte in Norwegen

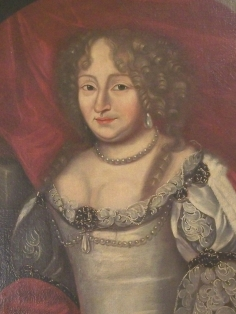
Magdalena Sibylla von Sachsen-Weißenfels (* 1648)

- 1648: Magdalena Sybilla, Herzogin von Sachsen-Gotha und Altenburg
- 1661: Georg Böhm, deutscher Organist und Komponist
- 1661: Heinrich, Herzog von Sachsen-Merseburg
- 1667: Friedrich Adolf zur Lippe-Detmold, Graf von Lippe-Detmold
- 1682: Juan Antonio de Vizarrón y Eguiarreta, spanischer Geistlicher und Kolonialverwalter, Erzbischof von Mexiko, Vizekönig von Neuspanien
- 1685: Christiane Charlotte von Nassau-Ottweiler, Gräfin von Nassau-Saarbrücken und Landgräfin von Hessen-Homburg

### 18. Jahrhundert
- 1711: Noël Hallé, französischer Maler und Schriftsteller
- 1712: Max Heinrich von Geyr, deutscher Priester und Domherr in Köln

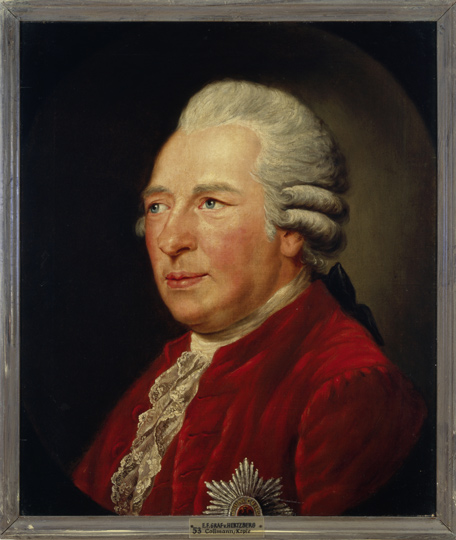
Ewald Friedrich von Hertzberg (* 1725)

- 1725: Ewald Friedrich von Hertzberg, preußischer Kriegsminister unter Friedrich dem Großen
- 1726: Gebhard Friedrich Ludolph von Angern, preußischer Landrat und Gutsbesitzer
- 1726: Peter von Hohenthal, kursächsischer Kreishauptmann
- 1726: John Howard, englischer Philanthrop und Reformer des Strafvollzugs
- 1726: Franz Xaver Wagenschön, tschechisch-österreichischer Maler des Rokoko und Klassizismus
- 1733: Friedrich Wolfgang Reiz, deutscher Altphilologe
- 1734: Marianne Camasse, französische Tänzerin, Gräfin von Forbach
- 1735: Matthias Steevens van Geuns, niederländischer Mediziner und Botaniker
- 1737: Maria Anna von Oeyen, Äbtissin im Zisterzienserkloster St. Ludwig, Dalheim
- 1740: Johann Martin Anwander, österreichischer Orgelbauer
- 1740: Johann Georg Jacobi, deutscher Dichter und Publizist
- 1746: Henry Scott, 3. Duke of Buccleuch, schottischer Politiker
- 1749: Joseph Allen, US-amerikanischer Politiker
- 1750: Pehr Frigel, schwedischer Komponist

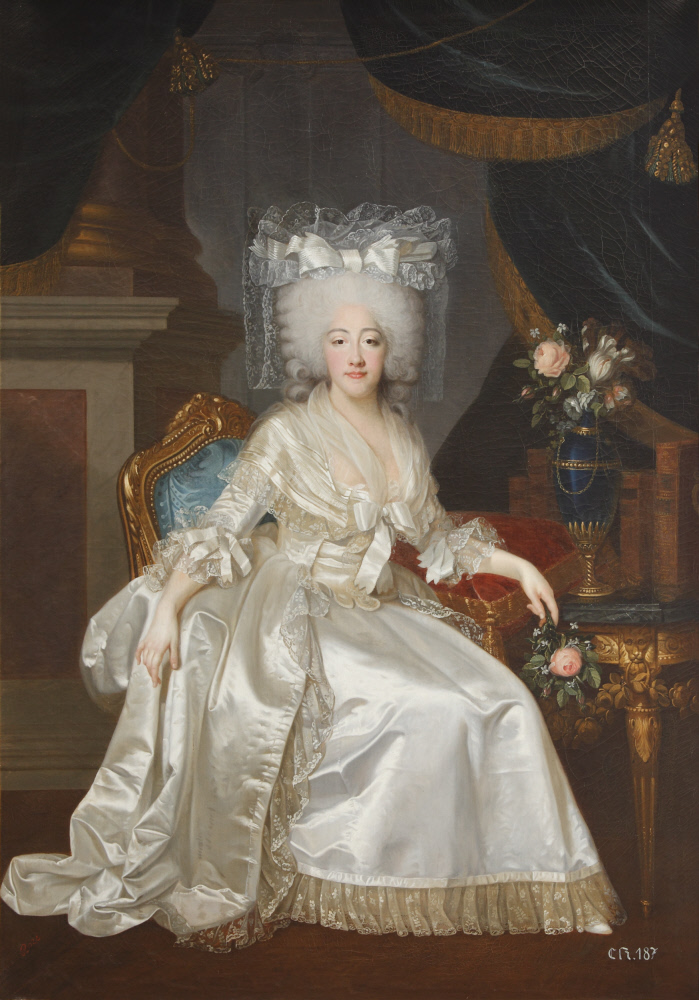
Maria Josepha von Savoyen (* 1753)

- 1753: Maria Josepha von Savoyen, Gräfin von Provence
- 1755: Michel Ordener, französischer Général de division und Senator des Ersten Kaiserreichs
- 1756: Carl Englerth, deutscher Unternehmer und Lokalpolitiker
- 1763: Caroline Schelling, deutsche Schriftstellerin und Muse

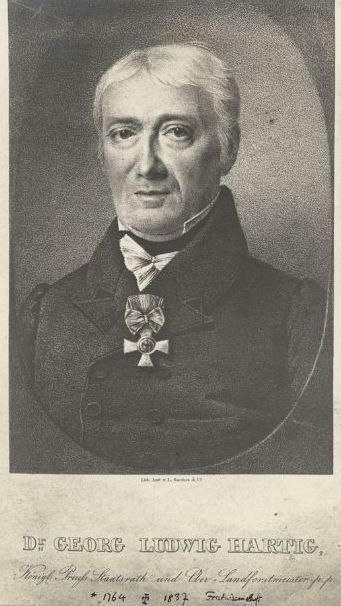
Georg Ludwig Hartig (* 1764)

- 1764: Georg Ludwig Hartig, deutscher Forstwissenschaftler
- 1773: Louis-Auguste-Victor de Ghaisnes de Bourmont, französischer General, Kriegsminister und Marschall von Frankreich
- 1775: Juan Martín Díez, spanischer Widerstandskämpfer und Guerillaführer
- 1776: Johann Elias Olfermann, deutscher Generalmajor
- 1778: Louis Bonaparte, Bruder Napoléon Bonapartes, als Ludwig I. König von Holland
- 1780: Goswin de Stassart, niederländisch-belgischer Politiker
- 1786: Karl Wilhelm August Porsche, deutscher Jurist und Kommunalpolitiker
- 1791: Theodor Rehbenitz, deutscher Maler und Zeichner
- 1794: Friedrich August Köttig, deutscher Erfinder, Arkanist an der Königlichen Porzellanmanufaktur in Meißen
- 1794: James Marsh, britischer Chemiker
- 1798: Thomas Holliday Hicks, US-amerikanischer Politiker, Gouverneur von Maryland, Senator
- 1799: Heinrich von Helldorff, preußischer Gutsbesitzer und Politiker
- 1800: Franz Rosner, österreichischer Opernsänger (Tenor)

### 19. Jahrhundert

#### 1801–1850
- 1805: Esteban Echeverría, argentinischer Schriftsteller
- 1805: Adolf Schöll, deutscher Archäologe und Bibliothekar, Philologe und Literaturhistoriker
- 1811: Gustav Heckenast, ungarischer Buchhändler, Verleger und Drucker
- 1811: Jacob Christian Jacobsen, dänischer Industrieller, Gründer der Carlsberg-Brauerei
- 1812: Carl Giesecke, deutscher Orgelbauer

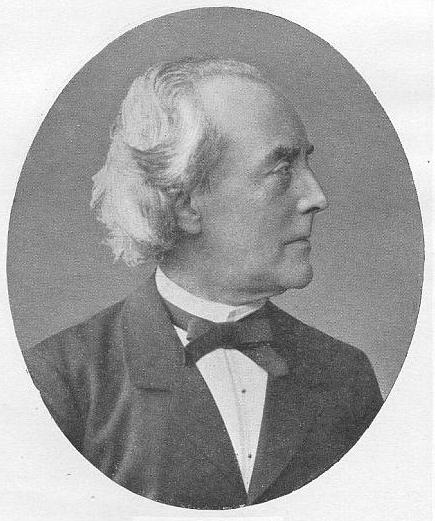
Ernst Curtius (* 1814)

- 1814: Ernst Curtius, deutscher Archäologe und Historiker
- 1814: William Lawrence, US-amerikanischer Politiker
- 1815: Georg August Pritzel, deutscher Bibliothekar und Schriftsteller
- 1816: Julius Anton von Poseck, deutscher Theologe
- 1816: Robert Warschauer senior, deutscher Privatbankier
- 1818: Hans Christopher Müller, färöischer Politiker und Beamter
- 1828: Jean-Baptiste Édouard Bornet, französischer Botaniker
- 1829: Johann Nepomuk von Nußbaum, deutscher Mediziner
- 1834: Josef Zemp, Schweizer Bundesrat
- 1835: Heinrich Auspitz, österreichischer Dermatologe
- 1836: Anton Braith, deutscher Tier- und Landschaftsmaler

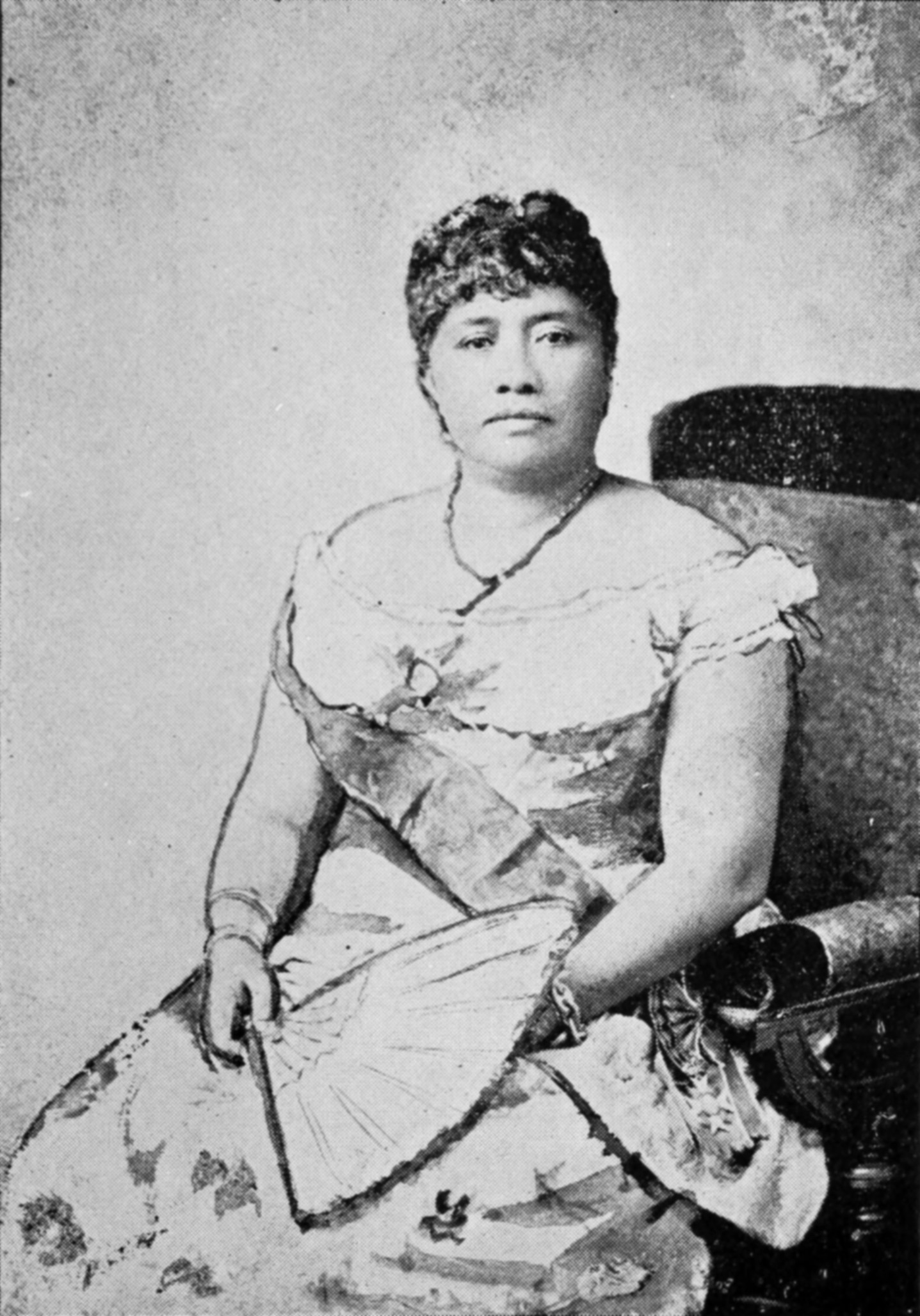
Liliʻuokalani (* 1838)

- 1838: Liliʻuokalani, hawaiische Königin
- 1839: Bernhard Naunyn, deutscher Arzt
- 1839: Henry George, US-amerikanischer politischer Ökonom
- 1840: Giovanni Verga, italienischer Schriftsteller
- 1841: Hermann Laurent, französischer Mathematiker

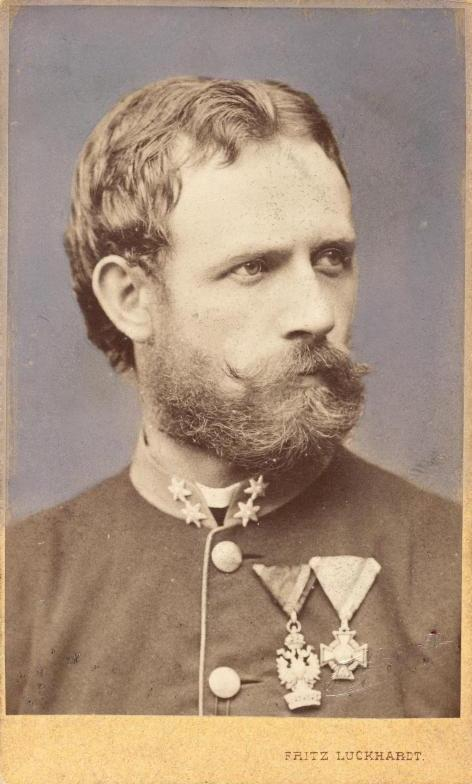
Julius von Payer (* 1841)

- 1841: Julius von Payer, österreichisch-ungarischer Polar- und Alpenforscher, Kartograf und Professor
- 1844: Heinrich Heß, deutscher Beamter, Heimatforscher und Politiker
- 1846: Paul Déroulède, französischer Autor und Politiker
- 1847: George Robert Sims, britischer Schriftsteller, Journalist und Sozialreformer
- 1847: Heinrich Kielhorn, deutscher Pädagoge, Pionier der Sonderschulpädagogik
- 1849: Emma Curtis Hopkins, US-amerikanische Autorin und Religionsgründerin
- 1850: Alfred Pringsheim, deutscher Mathematiker und Kunstmäzen
- 1850: Woldemar Voigt, deutscher Physiker und Hochschullehrer

#### 1851–1900
- 1851: August Freudenthal, deutscher Autor und Journalist
- 1851: Richard Voß, deutscher Schriftsteller
- 1852: Paul Bourget, französischer Dichter und Kritiker

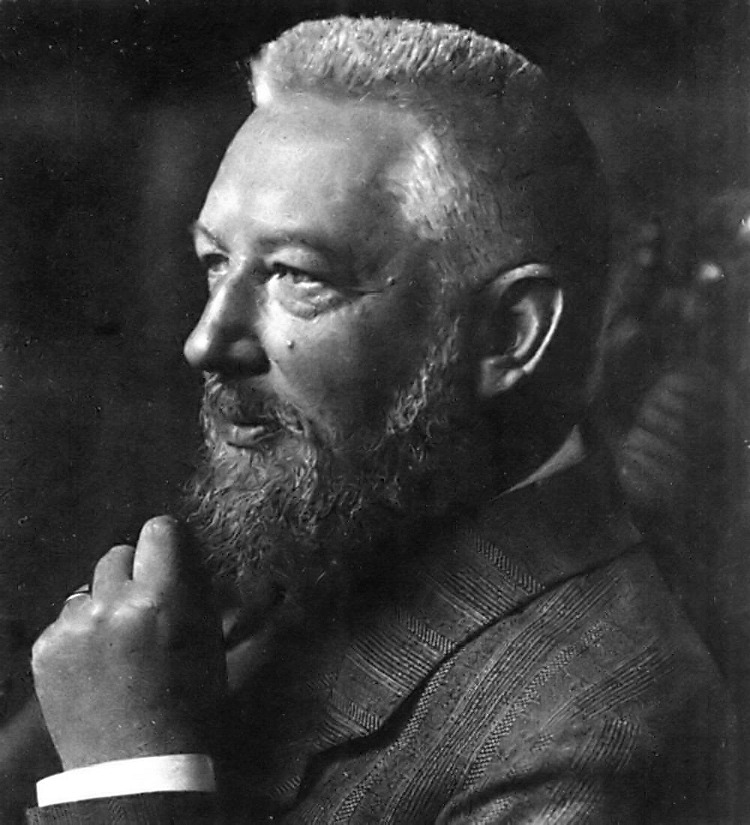
Wilhelm Ostwald (* 1853)

- 1853: Wilhelm Ostwald, deutsch-baltischer Chemiker, Nobelpreisträger
- 1854: Hans Jæger, norwegischer Literat und Anarchist
- 1855: Otto Strützel, deutscher Maler
- 1857: Mina Carlson-Bredberg, schwedische Malerin
- 1857: Karl Stauffer-Bern, Schweizer Maler, Radierer und Bildhauer
- 1862: Alphons Diepenbrock, niederländischer Komponist, Schriftsteller und Altphilologe
- 1862: Carl Heicke, deutscher Gartenarchitekt
- 1863: Isidore Philipp, ungarisch-französischer Pianist und Musikpädagoge
- 1863: Willy Rehberg, schweizerischer Pianist, Komponist und Musikpädagoge
- 1864: Séraphine Louis, französische Malerin
- 1866: Hiram Johnson, US-amerikanischer Politiker, Gouverneur von Kalifornien
- 1870: Marie Ault, britische Schauspielerin
- 1870: Kennerley Rumford, englischer Sänger (Bariton)
- 1870: Léon Zadoc-Kahn, französischer Mediziner; in Auschwitz ermordet
- 1871: Hildegard Wegscheider, deutsche Lehrerin und Politikerin, erste deutsche Frau mit Doktortitel
- 1872: Karl Steinacker, deutscher Kunsthistoriker, Gelehrter und Museumsleiter
- 1875: Otto Keller, deutscher Mundartdichter und Komponist
- 1876: Else Höfs, deutsche Politikerin der SPD und Reichstagsabgeordnete
- 1876: Gertrud Ulmann, deutsche Malerin, Opfer der Shoa

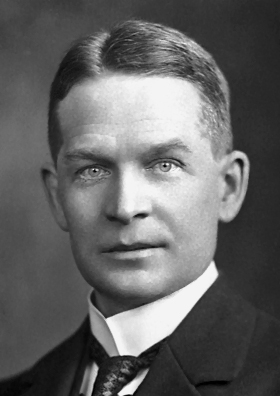
Frederick Soddy (* 1877)

- 1877: Frederick Soddy, britischer Chemiker, Nobelpreisträger
- 1878: Maurice René Fréchet, französischer Mathematiker
- 1878: Werner von Blomberg, deutscher General, Reichswehrminister
- 1879: Chung-gun An, koreanischer Panasiatist und Nationalist
- 1880: Peter Dohrn, deutscher Politiker
- 1881: Allen Oldfather Whipple, US-amerikanischer Chirurg
- 1882: Paul Robien, deutscher Naturschutzaktivist
- 1883: Rudolf Weigl, polnischer Biologe und Mediziner
- 1884: Erich Kreutz, deutscher Politiker
- 1884: Willi Schaeffers, deutscher Kabarettist und Schauspieler
- 1885: Agathe Dyvrande-Thévenin, französische Juristin
- 1887: Willem de Mérode, niederländischer Dichter
- 1888: Hugo Spatz, deutscher Neuropathologe
- 1888: Leo Wohleb, deutscher Politiker, Staatspräsident von Baden
- 1891: Karl Palmgren, deutscher Marineoffizier
- 1893: Ilse Friedleben, deutsche Tennisspielerin
- 1893: Helene Sommer, deutsche Politikerin, MdBB
- 1894: Bryher, britische Schriftstellerin

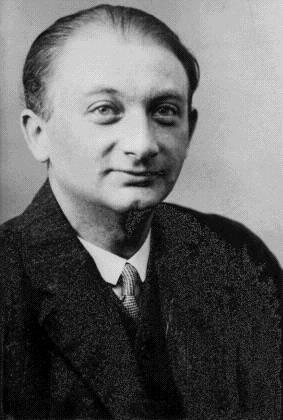
Joseph Roth (* 1894)

- 1894: Joseph Roth, österreichischer Schriftsteller und Journalist
- 1895: Monique Saint-Hélier, Schweizer Schriftstellerin
- 1895: Emil Spiess, Schweizer römisch-katholischer Geistlicher und Pädagoge
- 1896: Hinrich Lohse, deutscher Politiker, Gauleiter und Oberpräsident von Schleswig-Holstein, MdL, MdR, Reichskommissar
- 1898: Alfons Gorbach, österreichischer Politiker, Nationalrat, Landes- und Bundesparteiobmann der ÖVP, Bundeskanzler
- 1898: Helene Meyer-Moringen, deutsche Malerin
- 1899: Clemens Scheitz, deutscher Musiker und Schauspieler
- 1899: Theo Smit Sibinga, indonesisch-niederländischer Komponist, Cellist und Dirigent
- 1900: Georg Diederichs, deutscher Politiker, MdL, Landesminister, Ministerpräsident von Niedersachsen, einer der Väter des Grundgesetzes
- 1900: Wilhelm Strienz, deutscher Sänger

### 20. Jahrhundert

#### 1901–1925
- 1901: Wolf von Kahlden, deutscher Brigadegeneral, Angehöriger der Organisation Gehlen
- 1901: Franz Karmasin, deutscher Staatssekretär in der Slowakei, Volksgruppenführer
- 1901: Else Meidner, deutsche Grafikerin und Malerin
- 1901: Adolph Rupp, US-amerikanischer Basketballtrainer
- 1902: Albert Bormann, deutscher Parteifunktionär, MdR
- 1903: Martin Heix, deutscher Politiker, MdL, MdR

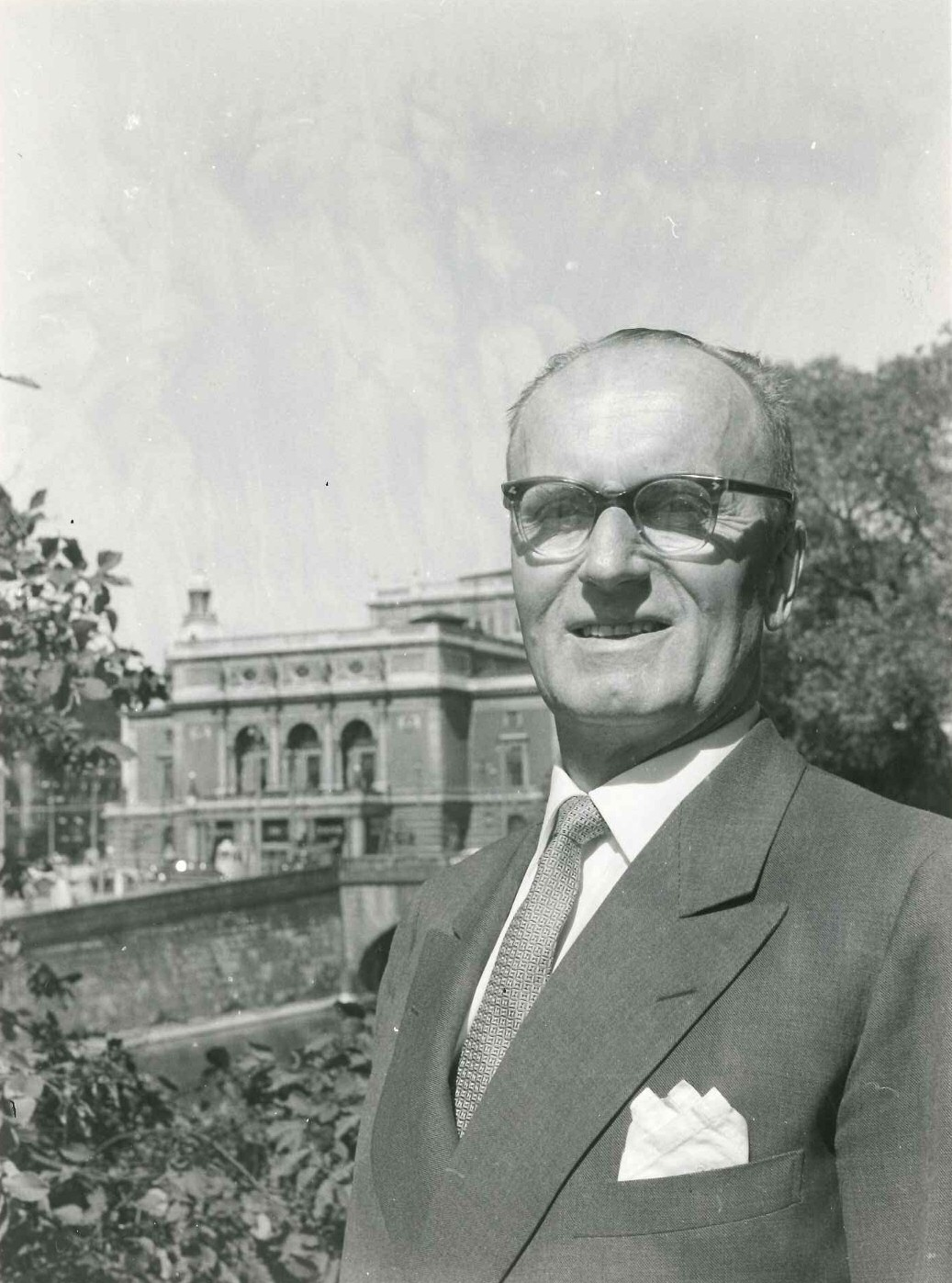
Set Svanholm (* 1904)

- 1904: Set Svanholm, schwedischer Tenor
- 1906: Arthur E. Arling, US-amerikanischer Kameramann
- 1906: Karl Steinbauer, deutscher Pfarrer, NS-Opfer
- 1907: Helmut Hirsch, deutscher Historiker
- 1907: Evelyn Hooker, US-amerikanische Psychologin
- 1907: Fritz Szepan, deutscher Fußballspieler
- 1909: Wilhelm Meyer, deutscher Unternehmer und Sportförderer
- 1909: Harro Schulze-Boysen, deutscher Offizier, Publizist und Widerstandskämpfer
- 1910: Gaston Bertrand, belgischer Maler
- 1911: René Amengual Astaburuaga, chilenischer Komponist
- 1911: Werner Döring, deutscher Physiker

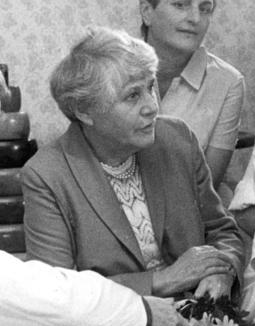
Ingeborg Rapoport (* 1912)

- 1912: Ingeborg Rapoport, deutsche Pädiaterin, die mit 102 Jahren promovierte
- 1913: Adolf-Henning Frucht, deutscher Arzt und Physiologe
- 1913: Agnes-Marie Grisebach, deutsche Schriftstellerin
- 1913: Hans Lietzau, deutscher Regisseur
- 1913: Bill Shankly, schottischer Fußballtrainer
- 1915: Hans-Joachim Koellreutter, deutsch-brasilianischer Komponist, Flötist und Dirigent
- 1915: Martin Rickelt, deutscher Schauspieler
- 1916: Liu Baiyu, chinesischer Schriftsteller und Kulturpolitiker
- 1916: Kristján Vattnes Jónsson, isländischer Leichtathlet
- 1917: Laurindo Almeida, brasilianischer Jazz-Musiker
- 1917: Bodil Kjer, dänische Schauspielerin
- 1917: Toni Mau, deutsche Malerin, Grafikerin und Hochschullehrerin
- 1918: Georg Braun, deutscher Motorradrennfahrer
- 1918: Rudolf Cranz, deutscher Skirennläufer
- 1919: Anne-Marie Blanc, Schweizer Schauspielerin
- 1919: Helmut Brückner, deutscher Mediziner und Hochschullehrer

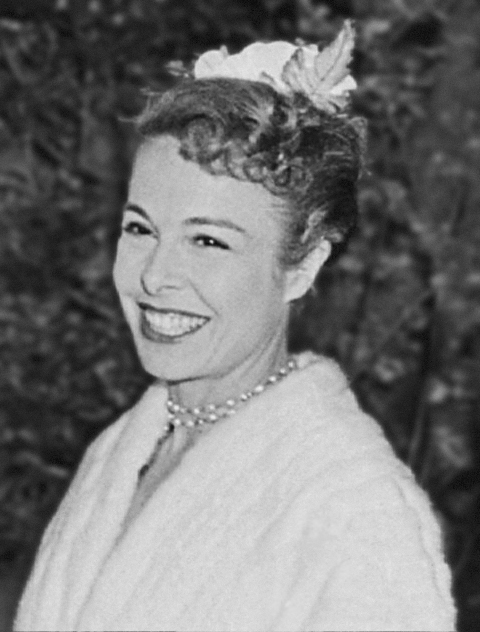
Marge Champion (* 1919)

- 1919: Marge Champion, US-amerikanische Tänzerin und Schauspielerin
- 1919: Lance Macklin, britischer Rennfahrer
- 1920: Hanns Vogl, deutscher Brigadegeneral
- 1921: Ernst Balluf, österreichischer Maler und Grafiker
- 1922: Arthur Ashkin, US-amerikanischer Experimentalphysiker
- 1922: Martin Christoffel, Schweizer Politiker
- 1922: Fania Fénelon, französische Chansonsängerin
- 1923: Hans Stercken, deutscher Politiker
- 1923: Harry Pross, deutscher Publizistikwissenschaftler und Publizist
- 1923: René Thom, französischer Professor für Mathematik
- 1923: Walerian Borowczyk, polnischer Regisseur
- 1924: Philipp Brucker, deutscher Mundartdichter und Autor
- 1924: Ludwig Leo, deutscher Architekt
- 1924: Daniel arap Moi, kenianischer Staatspräsident
- 1924: Peter von Oertzen, deutscher Politologe und Politiker, MdL, Landesminister
- 1924: Regina Zielinski, eine der wenigen Frauen, die das Vernichtungslager Sobibór überlebten
- 1925: Russ Conway, britischer Pianist
- 1925: Anneliese Kiehne-Tecklenburg, deutsche Autorin
- 1925: Hugo Montenegro, US-amerikanischer Arrangeur, Komponist und Orchesterleiter

#### 1926–1950

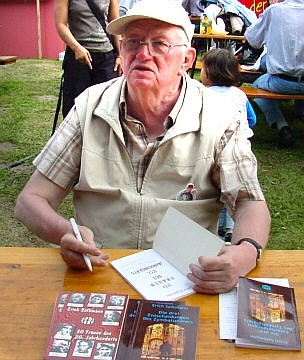
Erich Selbmann (* 1926)

- 1926: Erich Selbmann, deutscher Journalist
- 1926: Ibrahim Nasir, maledivischer Politiker, Staatspräsident
- 1927: Trude Jochum-Beiser, österreichische Skirennläuferin
- 1927: Tzvi Avni, israelischer Komponist
- 1927: Francis Matthews, britischer Theater-, Film- und Fernsehschauspieler
- 1928: Hans Ackermann, deutscher Fußballspieler
- 1928: Sebastian Fischer, deutscher Schauspieler
- 1928: Miloslav Ištvan, tschechischer Komponist und Musikpädagoge
- 1929: Charline Arthur, US-amerikanische Rockabilly-Musikerin
- 1929: Hal Ashby, US-amerikanischer Filmregisseur
- 1930: Andrei Pawlowitsch Petrow, russischer Komponist
- 1931: Clifford Jordan, US-amerikanischer Jazz-Saxophonist
- 1931: Herwig Görgemanns, deutscher Philologe und Professor
- 1932: Blagoje Adžić, jugoslawischer Politiker
- 1932: Lia Amanda, italienische Schauspielerin
- 1933: Mathieu Kérékou, Präsident von Benin
- 1934: Allen Carr, britischer Autor

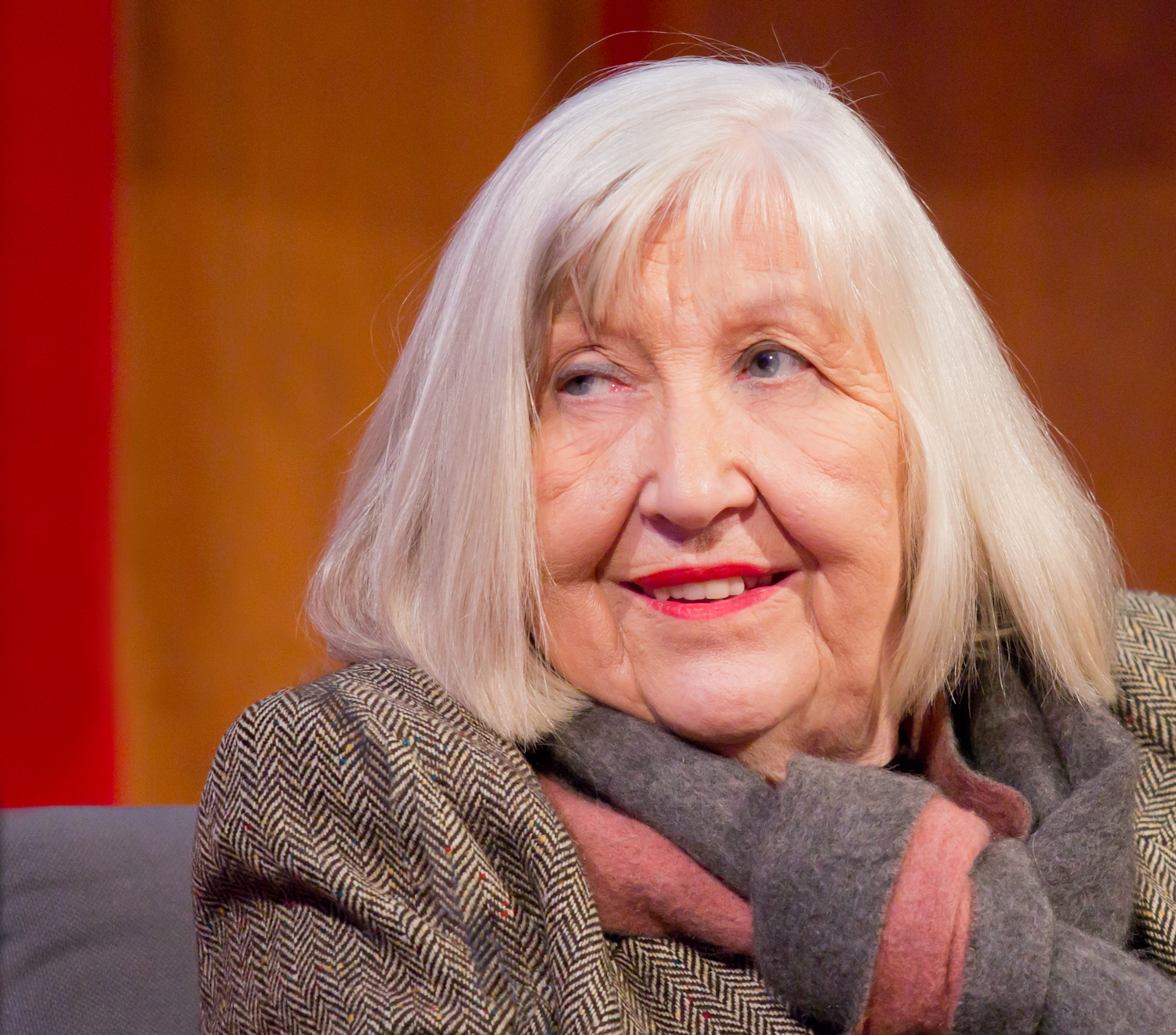
Hilla Becher (* 1934)

- 1934: Hilla Becher, deutsche Fotografin und Malerin
- 1934: Dieter Clauß, deutscher General
- 1934: Werner Leimgruber, Schweizer Fußballspieler
- 1936: Ferdinand Fischer, deutscher Autor
- 1936: Andrew Grove, ungarisch-US-amerikanischer Unternehmer, Gründer von Intel
- 1936: Jürgen Heraeus, deutscher Manager
- 1937: Giampiero Biscaldi, italienischer Autorennfahrer
- 1937: Willi Giesemann, deutscher Fußballspieler
- 1937: Janez Kocmur, jugoslawischer Schwimmer
- 1937: Jörg Schönbohm, deutscher Politiker
- 1937: Monika Taubitz, deutsche Schriftstellerin und Lyrikerin
- 1938: Giuliano Gemma, italienischer Schauspieler
- 1938: Ursula Lillig, deutsche Schauspielerin
- 1939: Elaine Keillor, kanadische Pianistin und Musikwissenschaftlerin

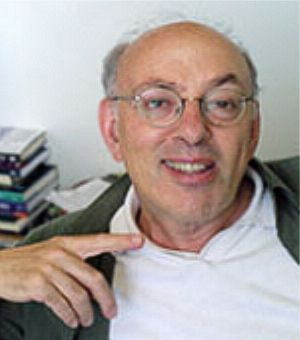
Henry Mintzberg (* 1939)

- 1939: Henry Mintzberg, kanadischer Professor für Betriebswirtschaft und Management
- 1939: Jack Lang, französischer Kulturpolitiker
- 1939: Manfred Matuschewski, deutscher Leichtathlet
- 1939: Rolf Steeb, deutscher Fußballspieler
- 1939: Tilman Zülch, deutscher Menschenrechtler
- 1940: Rudolph Angermüller, deutscher Musikwissenschaftler
- 1940:  Roy Oppenheim, Schweizer Kulturpublizist und Medienmanager
- 1940: Jack White, deutscher Musikproduzent und Komponist
- 1942: Rodrigo Lloreda Caicedo, kolumbianischer Politiker
- 1943: Hans-Ulrich Grapenthin, deutscher Fußballspieler
- 1943: Herbert Neubauer, deutscher Tischtennisspieler
- 1944: Claude Nicollier, Schweizer Testpilot und Astronaut
- 1944: Pablo Ziegler, argentinischer Pianist, Komponist und Arrangeur
- 1945: Frank Baumbauer, deutscher Schauspieler und Intendant
- 1945: Otto Mallmann, deutscher Jurist
- 1946: Klaus Eder, deutscher Soziologe

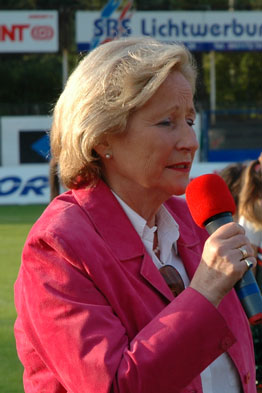
Angelika Volquartz (* 1946)

- 1946: Angelika Volquartz, deutsche Lehrerin und Politikerin, Oberbürgermeisterin von Kiel
- 1946: Billy Preston, US-amerikanischer Musiker, Sänger und Songschreiber
- 1947: Louis Michel, belgischer Politiker
- 1948: Christa McAuliffe, US-amerikanische Lehrerin und Astronautin
- 1948: Manfred Böckl, deutscher Schriftsteller
- 1948: Terry Bradshaw, US-amerikanischer American-Football-Spieler
- 1949: Albert West, niederländischer Popsänger und Musikproduzent
- 1949: Frank Ripploh, deutscher Schauspieler und Regisseur
- 1949: Hans-Hermann Hoppe, deutscher Volkswirt
- 1949: Joachim Erwin, deutscher Jurist und Politiker, Oberbürgermeister von Düsseldorf
- 1950: Michael Rother, deutscher Musiker
- 1950: Zvonimir Serdarušić, deutscher Handballtrainer

#### 1951–1975
- 1951: Jim DeMint, US-amerikanischer Politiker
- 1951: Rolf Erb, Schweizer Unternehmer
- 1951: Annerose Kirchner, deutsche Autorin

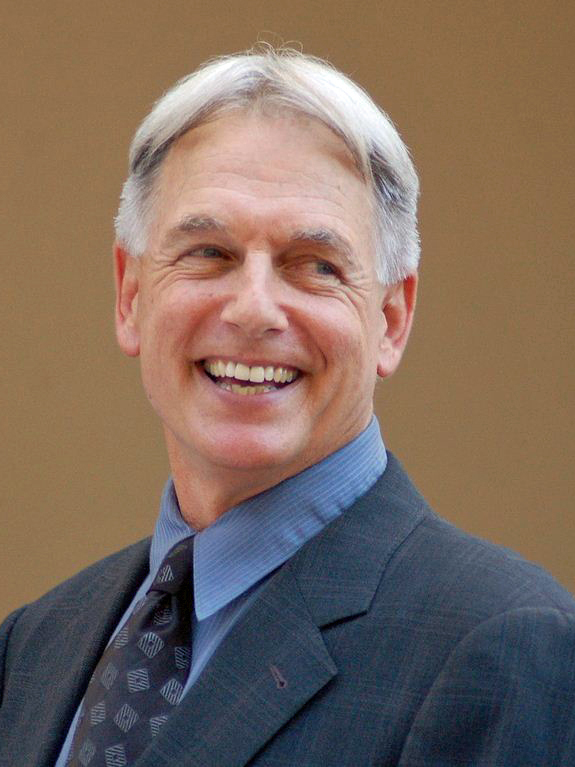
Mark Harmon (* 1951)

- 1951: Mark Harmon, US-amerikanischer Schauspieler
- 1952: Jimmy Connors, US-amerikanischer Tennisspieler
- 1953: Gerhard Thiele, deutscher Astronaut
- 1953: John Zorn, US-amerikanischer Komponist und Bandleader
- 1953: Jürgen Kluge, deutscher Unternehmensberater
- 1954: Marco Varner, italienischer Komponist und Musikpädagoge
- 1955: Claus Kleber, deutscher Journalist und Fernsehmoderator
- 1955: Linda Purl, US-amerikanische Schauspielerin und Sängerin
- 1955: Natalja Anatoljewna Petrusjowa, russische Eisschnellläuferin
- 1956: Zlatan Arnautović, jugoslawischer Handballspieler
- 1956: Jamal Karsli, deutscher Politiker und Dolmetscher
- 1957: Ingrid Auerswald, deutsche Leichtathletin und Olympiasiegerin
- 1957: Bruce Bolesky, US-amerikanischer Freestyle-Skier
- 1957: Steve Porcaro, US-amerikanischer Keyboarder und Songschreiber (Toto)
- 1958: Michael Müller, deutscher Komiker und Darsteller
- 1958: Beate Renschler-Zeitz, deutsche Turnerin
- 1960: Arnaldo Antunes, brasilianischer Schriftsteller und Musiker

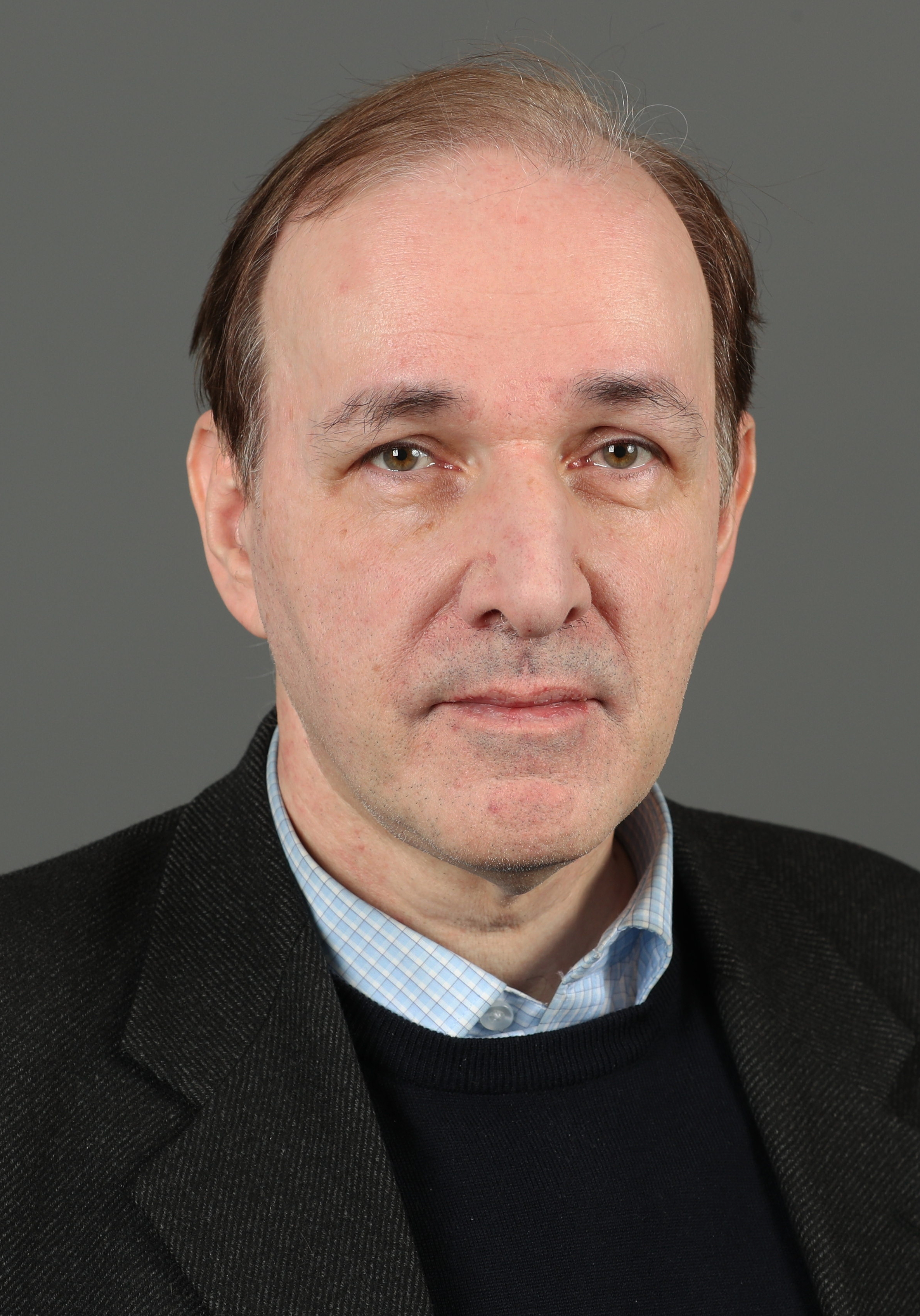
Gottfried Curio (* 1960)

- 1960: Gottfried Curio, deutscher Physiker und Politiker
- 1960: Kristin Halvorsen, norwegische Politikerin
- 1961: Carlos Valderrama, kolumbianischer Fußballspieler
- 1962: Knut Leo Abrahamsen, norwegischer Nordischer Kombinierer
- 1962: Prachya Pinkaew, thailändischer Regisseur, Produzent und Drehbuchautor
- 1962: Keir Starmer, britischer Politiker
- 1963: Bruno Adams, australischer Sänger, Songwriter und Musiker
- 1963: Aurora Pleșca, rumänische Ruderin
- 1963: Stanislaw Salamowitsch Tschertschessow, russischer Fußballspieler und -trainer
- 1964: Keanu Reeves, kanadischer Schauspieler
- 1965: Lennox Lewis, britischer Boxer
- 1965: Michael Pammesberger, österreichischer Karikaturist
- 1965: Anja Schüte, deutsche Schauspielerin
- 1966: Nicola Armaroli, italienischer Chemiker
- 1966: Tuc Watkins, US-amerikanischer Schauspieler
- 1966: Olivier Panis, französischer Rennfahrer

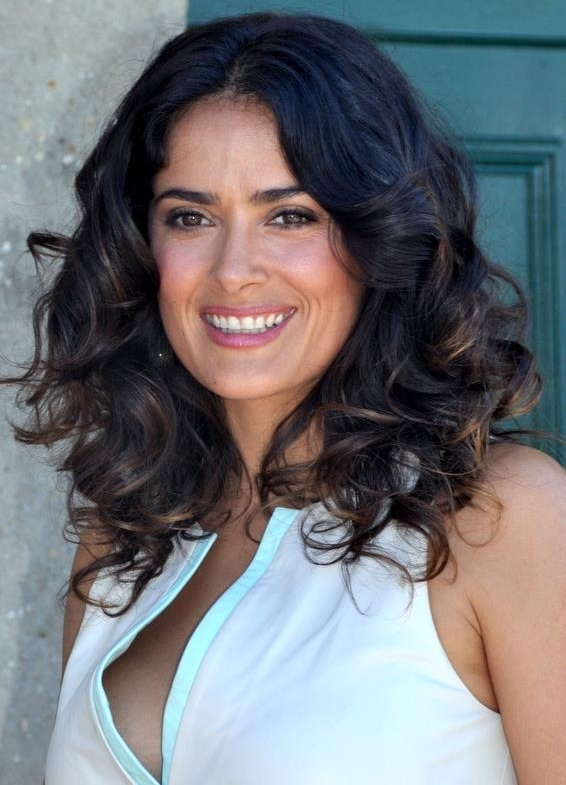
Salma Hayek (* 1966)

- 1966: Salma Hayek, mexikanische Schauspielerin
- 1967: Oliver Brandt, deutscher Politiker
- 1967: Andreas Möller, deutscher Fußballspieler
- 1967: Kerstin Behrendt, deutsche Leichtathletin und Olympiamedaillengewinnerin
- 1967: Ruggiero Rizzitelli, italienischer Fußballspieler
- 1968: Cynthia Watros, US-amerikanische Schauspielerin
- 1968: Kristen Cloke, US-amerikanische Schauspielerin
- 1969: Robert Habeck, deutscher Schriftsteller und Politiker
- 1969: Ulf K., deutscher Comiczeichner
- 1970: Gerd Schönfelder, deutscher Skifahrer und paralympischer Goldmedaillengewinner
- 1970: Lars Teutenberg, deutscher Radprofi
- 1971: Kjetil André Aamodt, norwegischer Skirennläufer
- 1971: Stephan Grossmann, deutscher Schauspieler
- 1971: Julia Haacke, deutsche Schauspielerin
- 1971: Péter Kőszeghy, ungarischer Komponist und Musikpädagoge
- 1971: Tom Steels, belgischer Radrennfahrer
- 1972: Søren Colding, dänischer Fußballspieler

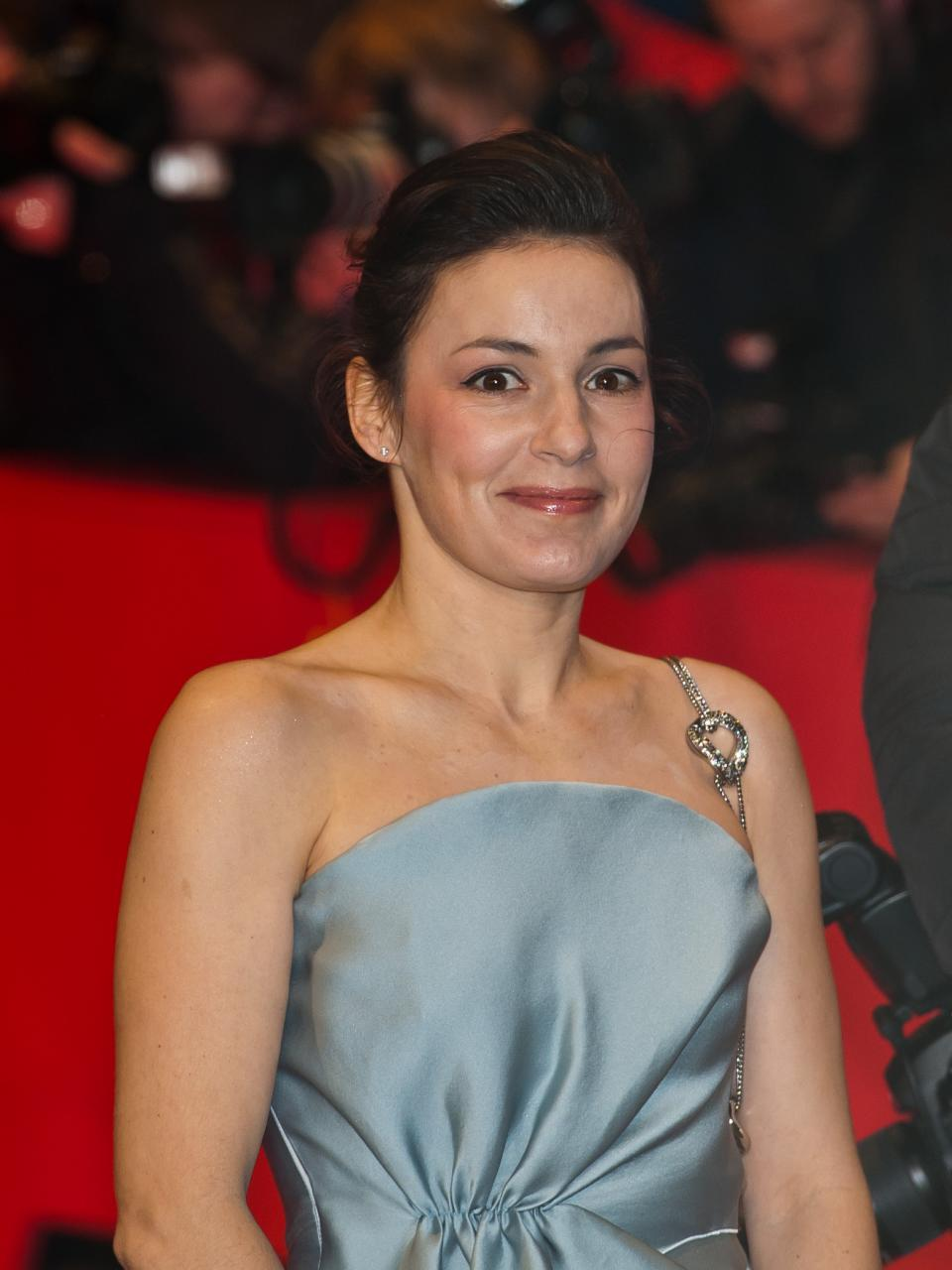
Nicolette Krebitz (* 1972)

- 1972: Nicolette Krebitz, deutsche Schauspielerin
- 1973: Savo Milošević, serbischer Fußballspieler
- 1973: Mark Shield, australischer Fußballschiedsrichter
- 1974: David Pelletier, kanadischer Eiskunstläufer
- 1974: Felix Bohnke, deutscher Schlagzeuger
- 1974: Sami Salo, finnischer Eishockeyspieler
- 1974: Radoslav Kunzo, slowakischer Fußballspieler
- 1975: Amadou Diallo, guineischer Immigrant, von Polizisten erschossen
- 1975: Jill Janus, US-amerikanische Rocksängerin
- 1975: Alexandre Lacroix, französischer Schriftsteller, Essayist und Journalist
- 1975: Alexandra Schalaudek, deutsche Schauspielerin

#### 1976–2000
- 1976: Michel Jourdain junior, mexikanischer Automobilrennfahrer
- 1976: Marchy Lee, hongkong-chinesischer Rennfahrer
- 1977: Frédéric Kanouté, französisch-malischer Fußballspieler

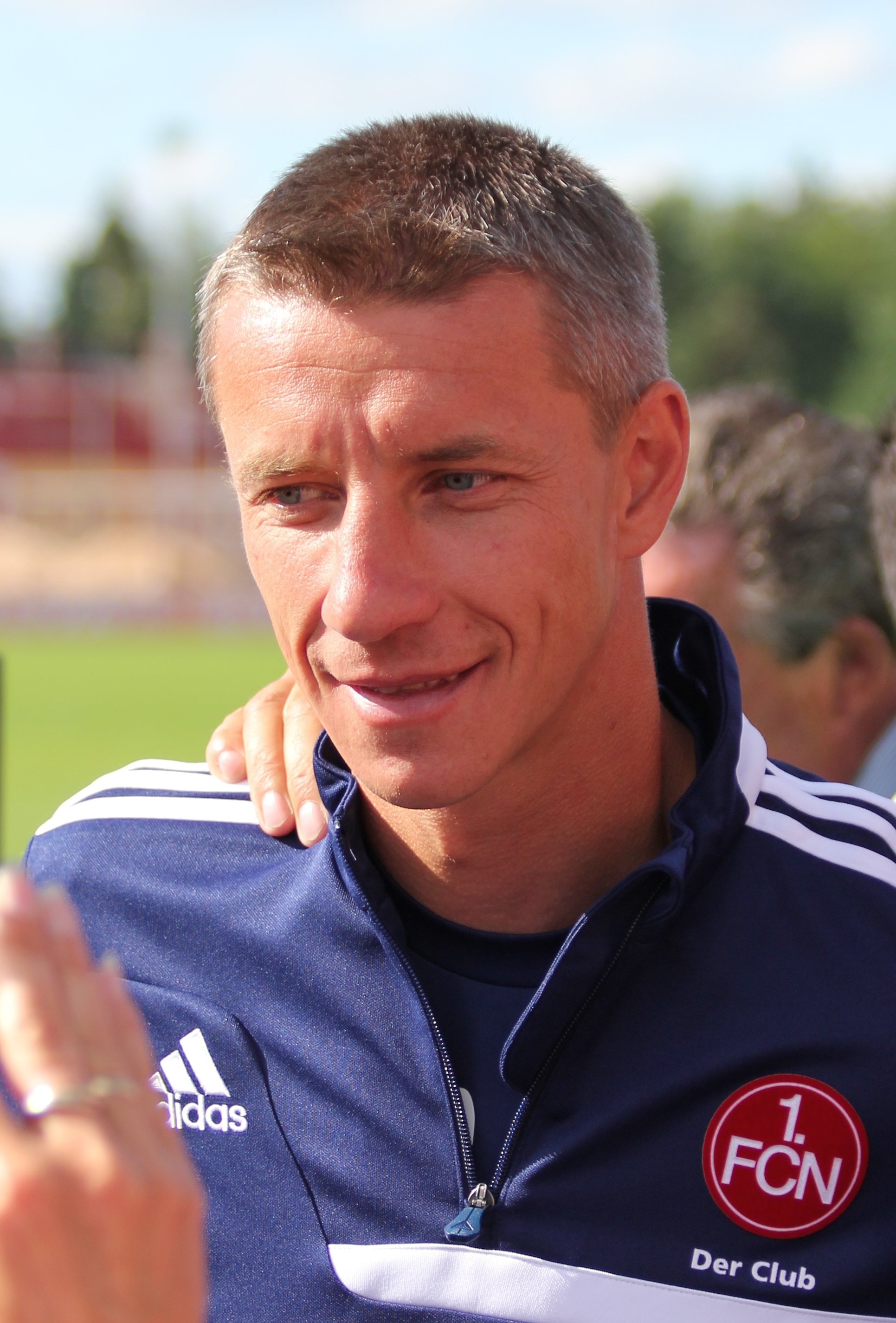
Marek Mintál (* 1977)

- 1977: Marek Mintál, slowakischer Fußballspieler
- 1978: Inken Becher, deutsche Fußballspielerin
- 1979: Sidney Hoffmann, deutscher Moderator und Unternehmer
- 1979: Alexander Wladimirowitsch Powetkin, russischer Boxer
- 1979: Fabienne Reuteler, Schweizer Snowboarderin
- 1980: Christiane Bärwald, deutsche Schauspielerin
- 1980: Simone Kuhn, Schweizer Beachvolleyballspielerin
- 1980: Danny Shittu, nigerianischer Fußballspieler
- 1981: Elizabeth Amolofo, ghanaische Leichtathletin
- 1981: Bart Dockx, belgischer Radrennfahrer

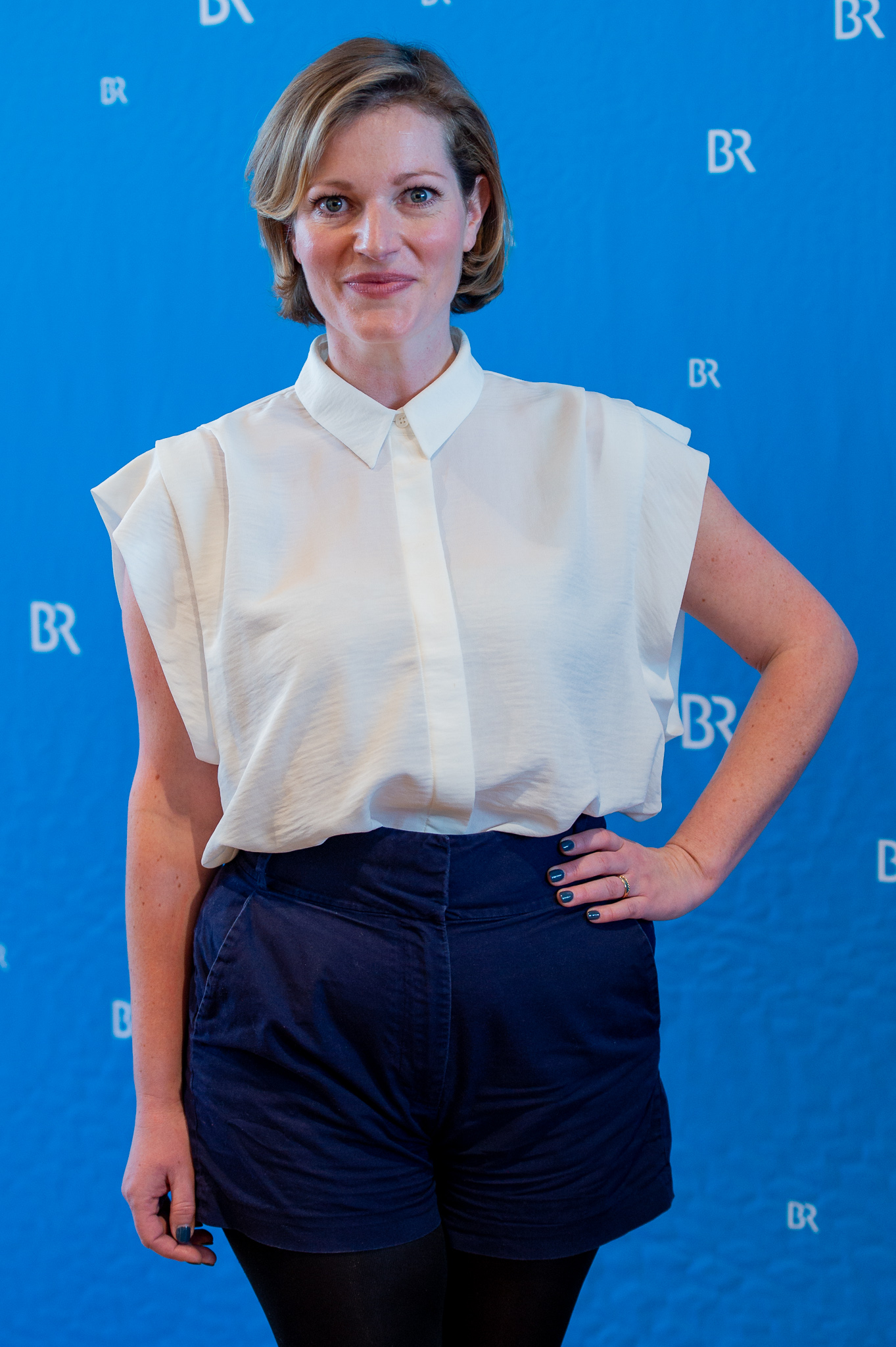
Ina Meling (* 1981)

- 1981: Ina Meling, deutsche Schauspielerin
- 1982: Joey Barton, englischer Fußballer
- 1982: Johannes Bitter, deutscher Handball-Nationaltorhüter
- 1982: Dennis Klockmann, deutscher Handball-Torhüter
- 1983: Neill Collins, schottischer Fußballspieler
- 1983: Ralph Gunesch, deutscher Fußballspieler
- 1983: Kamilla Larsen, dänische Handballspielerin
- 1984: Nick Ingels, belgischer Radrennfahrer
- 1984: Peter Perchtold, deutscher Fußballspieler und -trainer
- 1985: Kevin Jahn, deutscher Handballspieler
- 1985: Adam Nemec, slowakischer Fußballspieler
- 1985: Nico Zimmermann, deutscher Fußballspieler
- 1986: Moses Ndiema Kipsiro, ugandischer Langstreckenläufer
- 1986: Sebastian Weber, deutscher Handballspieler
- 1987: Bruce Tasker, britischer Bobfahrer
- 1987: Andrea Zattoni, italienischer Skilangläufer
- 1988: Dimitrij Ovtcharov, deutscher Tischtennisspieler

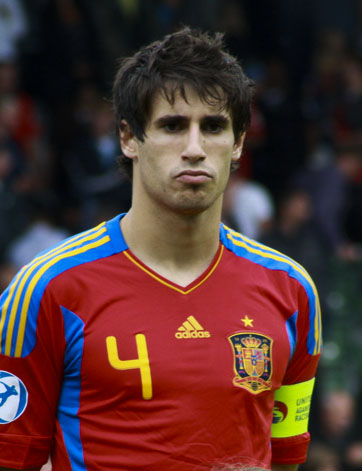
Javi Martínez (* 1988)

- 1988: Javi Martínez, spanischer Fußballspieler
- 1989: Alexandre Pato, brasilianischer Fußballspieler
- 1989: Sergio Escudero, spanischer Fußballspieler
- 1989: Markieff Morris, US-amerikanischer Basketballspieler
- 1989: Marcus Morris, US-amerikanischer Basketballspieler
- 1989: Zedd, russisch-deutscher Musikproduzent und DJ
- 1990: Marcus Ericsson, schwedischer Rennfahrer
- 1990: Dennis Klecker, deutscher Politiker
- 1990: Merritt Patterson, kanadische Schauspielerin
- 1991: Davy Pröpper, niederländischer Fußballspieler
- 1992: Konrad Abeltshauser, deutscher Eishockeyspieler
- 1992: Jim Gottfridsson, schwedischer Handballspieler

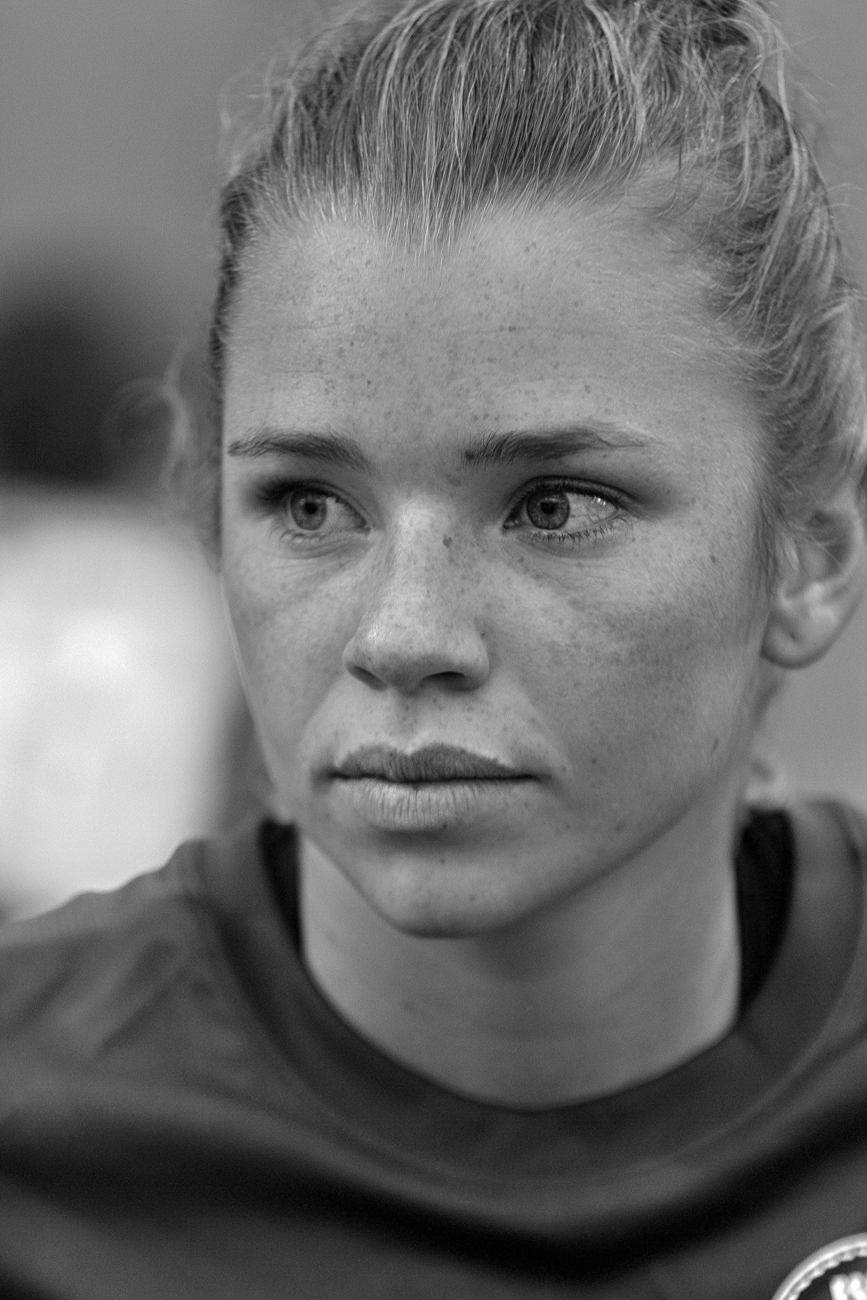
Linda Dallmann (* 1994)

- 1994: Linda Dallmann, deutsche Fußballspielerin
- 1995: Deimantas Petravičius, litauischer Fußballspieler
- 1996: Austin Abrams, US-amerikanischer Schauspieler
- 1996: Sungha Jung, südkoreanischer Fingerstyle-Gitarrist
- 1996: Julio Mayora, venezolanischer Gewichtheber
- 1997: Brandon Ingram, US-amerikanischer Basketballspieler
- 1999: Ella Toone, englische Fußballspielerin
- 2000: Lisa Grill, österreichische Skirennläuferin

### 21. Jahrhundert
- 2002: Bradley Barcola, französisch-togoischer Fußballspieler
- 2002: Jasmine Liu, amerikanisch-samoanische Handballspielerin
- 2004: Carl Wattana Bennett, thailändischer Autorennfahrer
- 2005: Jimi Klemettinen, finnischer Biathlet
- 2005: Joshua Whatley, britischer Motorradrennfahrer

## Gestorben

### Vor dem 19. Jahrhundert
- 0421: Flavius Constantius, Kaiser im weströmischen Reich
- 0459: Symeon Stylites der Ältere, erster Säulenheiliger
- 0595: Johannes IV., Patriarch von Konstantinopel
- 1031: Imre, ungarischer Prinz, Sohn von König Stephan I
- 1106: Yusuf ibn Taschfin, Herrscher der Almoraviden
- 1205: Hugo von Coligny, burgundischer Kreuzritter und Fürst von Coligny
- 1274: Munetaka, japanischer Shogun
- 1282: Ingrid Elovsdotter, schwedische Dominikanerin
- 1295: Christian von Mühlhausen, Fürst-Bischof von Samland und Weihbischof von Mainz
- 1332: Toqa Timur, Kaiser der mongolischen Yuan-Dynastie in China
- 1353: Friedrich III., Markgraf von Baden
- 1375: Margaret de Percy, englische Adelige

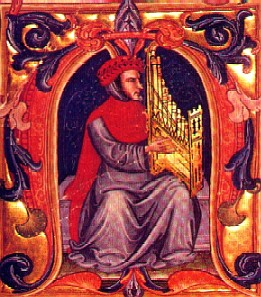
Francesco Landini († 1397)

- 1397: Francesco Landini, italienischer Komponist, Organist, Sänger, Multiinstrumentalist und Dichter
- 1479: Ulrich von Nußdorf, Fürstbischof von Passau
- 1482: Pier Maria II. de’ Rossi, italienischer Condottiere
- 1486: Guy XIV. de Laval, Graf von Laval
- 1534: Gerald FitzGerald, 9. Earl of Kildare, irischer Peer und Lord Deputy von Irland
- 1587: Walpurga Hausmännin, bayrische Hebamme, Opfer der Dillinger Hexenprozesse
- 1608: Jerónimo Xavierre, spanischer Dominikaner und Kardinal
- 1626: Jean-Baptiste d’Ornano, Marschall von Frankreich
- 1652: Jusepe de Ribera, spanischer Maler
- 1679: Johann Duve, deutscher Kaufmann und Bankier
- 1688: Franz Wilhelm von Fürstenberg, Landkomtur der Ballei Westfalen des Deutschen Ordens
- 1725: Charles-François Poërson, französischer Maler
- 1726: Eleonore von Dönhoff, brandenburgisch-preußische Adelige
- 1737: Fabian von Wrangel, kaiserlich-habsburgischer Feldmarschall
- 1741: Andreas Charitius, deutscher lutherischer Theologe

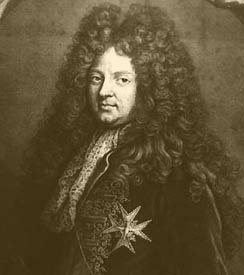
Jean-Baptiste Colbert († 1746)

- 1746: Jean-Baptiste Colbert, marquis de Torcy, französischer Staatsmann
- 1747: Philipp Johann von Strahlenberg, schwedischer Offizier, Kartograph, Geograph und Sprachwissenschaftler
- 1750: Burkhard Leberecht Behrisch, deutscher Jurist und Bürgermeister von Dresden

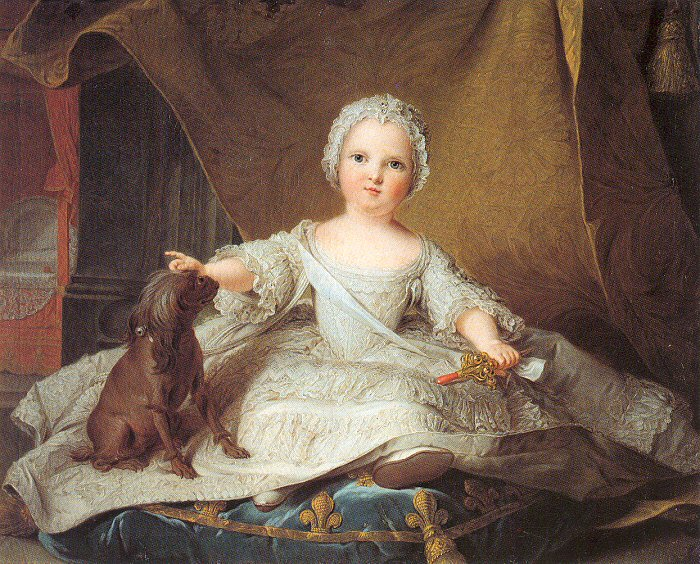
Marie Zéphyrine († 1755)

- 1755: Marie Zéphyrine, französische Prinzessin
- 1764: Nathaniel Bliss, englischer Astronom
- 1765: Henri Bouquet, Schweizer Reisläufer in Diensten der Niederlande, des Königreiches Sardinien-Piemont und der britischen Krone
- 1784: Robert Eden, 1. Baronet (of Maryland), letzter britischer Kolonialgouverneur von Maryland
- 1790: Johann Nikolaus von Hontheim, deutscher katholischer Weihbischof und Papstkritiker
- 1791: František Kočvara, tschechischer Komponist

### 19. Jahrhundert
- 1805: Elise Reimarus, deutsche Schriftstellerin, Pädagogin, Übersetzerin und Salonnière
- 1807: Antonio Casimir Cartellieri, deutscher Komponist
- 1813: Jean-Victor Moreau, französischer General
- 1816: Thomas Arnold, englischer Psychiater

Jiaqing († 1820)

- 1820: Jiaqing, chinesischer Kaiser der Qing-Dynastie
- 1822: Abbondio Bernasconi, Schweizer Politiker
- 1825: Gottfried Tauber, deutscher Instrumentenhändler und Optiker
- 1832: Franz Xaver von Zach, deutsch-österreichischer Astronom
- 1834: Thomas Telford, britischer Baumeister
- 1844: Vincenzo Camuccini, italienischer Maler
- 1845: Bernardino Rivadavia, argentinischer Staatsmann und erster Präsident
- 1851: Anton Aloys Buchmayer, Bischof von St. Pölten
- 1854: Pierre Alphonse Laurent, französischer Mathematiker
- 1859: Johann Friedrich Schilling, deutscher Hofmaurermeister
- 1864: Franz Heinrich Kleinschmidt, deutscher evangelischer Missionar

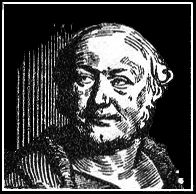
William Rowan Hamilton († 1865)

- 1865: William Rowan Hamilton, irisch-englischer Mathematiker und Physiker
- 1872: Juri Nikolajewitsch Golizyn, russischer Komponist
- 1872: Nikolai Frederik Severin Grundtvig, dänischer interdisziplinärer Philologe, Theologe und Patriot
- 1879: Bernhard Becker, Schweizer evangelischer Geistlicher und Sozialpolitiker
- 1884: Henry B. Anthony, US-amerikanischer Politiker
- 1889: Sachari Stojanow, bulgarischer Schriftsteller, Historiker und Politiker
- 1892: Grigore Arghiropol, rumänischer Politiker
- 1895: Charles Anderson, US-amerikanischer Politiker
- 1898: Wilford Woodruff, US-amerikanischer Geistlicher, vierter Präsident der Kirche Jesu Christi der Heiligen der Letzten Tage
- 1899: Ernest Renshaw, britischer Tennisspieler

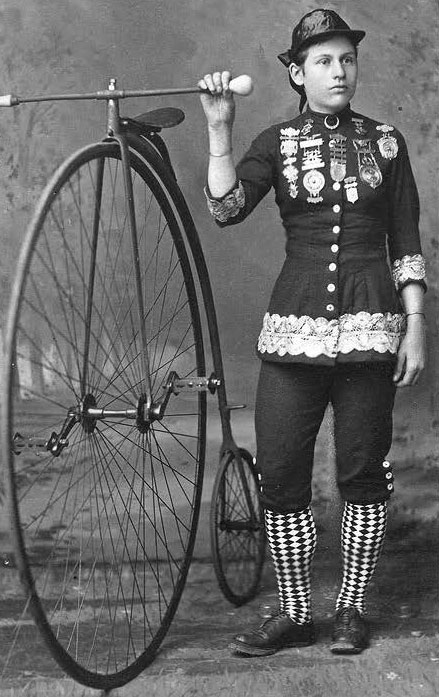
Louise Armaindo († 1900)

- 1900: Louise Armaindo, kanadische Radrennfahrerin und Zirkusartistin

### 20. Jahrhundert

#### 1901–1950
- 1908: August Manga Ndumbe Bell, König des Duala-Volkes in Kamerun
- 1910: Henri Rousseau, französischer Maler
- 1912: William Patrick Auld, australischer Winzer, Weinhändler und Entdecker
- 1920: Georg Busolt, deutscher Althistoriker
- 1920: Victoriano Guisasola y Menéndez, spanischer Erzbischof von Valencia und Toledo, Kardinal

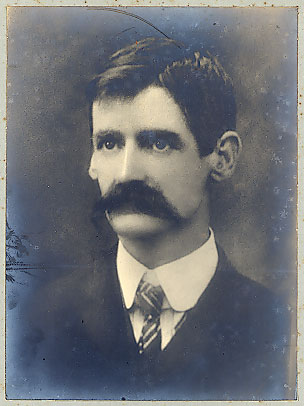
Henry Lawson († 1922)

- 1922: Henry Lawson, australischer Autor und Poet
- 1924: Adelbert Düringer, deutscher Jurist, Richter am Reichsgericht und Politiker, MdR, Landesminister
- 1924: Dario Resta, italienisch-britischer Automobilrennfahrer

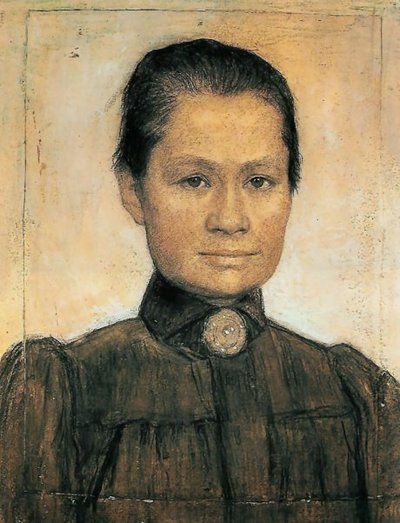
Johanna Bonger († 1925)

- 1925: Johanna van Gogh-Bonger, niederländische Kunstsammlerin
- 1929: Paul Leni, deutscher Bühnenbildner und Regisseur
- 1933: Hans Freiherr von Berlepsch, deutscher Berufsoffizier und Ornithologe
- 1935: Marc Augé, französischer Ethnologe und Anthropologe
- 1937: Pierre de Coubertin, französischer Pädagoge, Historiker und Sportfunktionär
- 1938: Ángel Arocha, spanischer Fußballer
- 1938: Max Deri, österreichischer Kunsthistoriker, Kunstkritiker und Psychologe
- 1942: Wilhelm Letonja, deutscher Deserteur und NS-Opfer
- 1943: Wilhelm Geiger, deutscher Indologe und Iranist

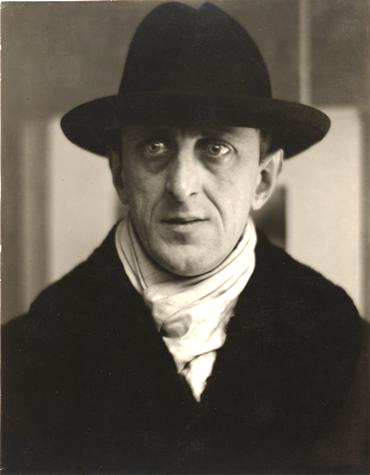
Marsden Hartley († 1943)

- 1943: Marsden Hartley, US-amerikanischer Maler
- 1944: Gustav Aschaffenburg, deutscher Psychiater
- 1946: Ildefons Herwegen, deutscher Mönch und Historiker
- 1946: Chino Masako, japanische Lyrikerin
- 1947: Hulda von Levetzow, deutsche Autorin
- 1948: Lilly Hauff, deutsche Frauenrechtlerin
- 1948: Sylvanus Morley, US-amerikanischer Archäologe und Mayaforscher
- 1949: Louis Chenard, französischer Unternehmer und Autorennfahrer
- 1950: Anton Apold, österreichischer Hütteningenieur
- 1950: Hanka Ordonówna, polnische Sängerin und Schauspielerin

#### 1951–2000
- 1951: Karl Anlauf, deutscher Journalist
- 1953: Jonathan M. Wainwright, US-amerikanischer General
- 1954: Else Preussner, deutsche Malerin und Illustratorin
- 1955: Albert Clément, französischer Autorennfahrer
- 1955: Rudolf Kattnigg, österreichischer Komponist, Pianist und Dirigent
- 1958: Betty Humby Beecham, britische Pianistin
- 1958: Alis Guggenheim, Schweizer Bildhauerin und Malerin
- 1959: Theodor Nag, norwegischer Ruderer
- 1960: Max Nathan, deutscher Automobilrennfahrer

Alvin C. York († 1964)

- 1964: Alvin C. York, US-amerikanischer Soldat und Kriegsheld
- 1965: Johannes Bobrowski, deutscher Lyriker, Erzähler, Nachdichter und Essayist
- 1966: Sibylle Ascheberg von Bamberg, deutsche Malerin
- 1969: Willy Mairesse, belgischer Autorennfahrer
- 1969: Hồ Chí Minh, vietnamesischer Politiker und Staatspräsident
- 1970: Kees van Baaren, niederländischer Komponist und Lehrer
- 1971: Humberto Viscarra Monje, bolivianischer Komponist
- 1973: Julius Herburger, deutscher Maler
- 1973: J. R. R. Tolkien, britischer Schriftsteller
- 1976: Hans Schuberth, deutscher Politiker, MdB und Bundesminister
- 1978: Gerhard Wahrig, deutscher Lexikograph
- 1979: Johannes Kleinhappl, katholischer Priester und Moraltheologe
- 1981: Tadeusz Baird, polnischer Komponist
- 1981: Janko Ravnik, slowenischer Komponist, Musikpädagoge und Regisseur
- 1982: Werner Schwarz, deutscher Politiker
- 1984: Sergei Martinson, sowjetischer Schauspieler
- 1985: Abe Lenstra, niederländischer Fußballspieler
- 1987: William Borm, deutscher Politiker, MdA, MdB, DDR-Agent
- 1988: Natalja Prawossudowitsch, russische Komponistin
- 1990: Piet Stalmeier, niederländischer Blasmusikkomponist und Dirigent
- 1990: Maria-Christine von Urach, deutsche Maschinenbau-Ingenieurin
- 1991: Willi Fischer, deutscher Politiker

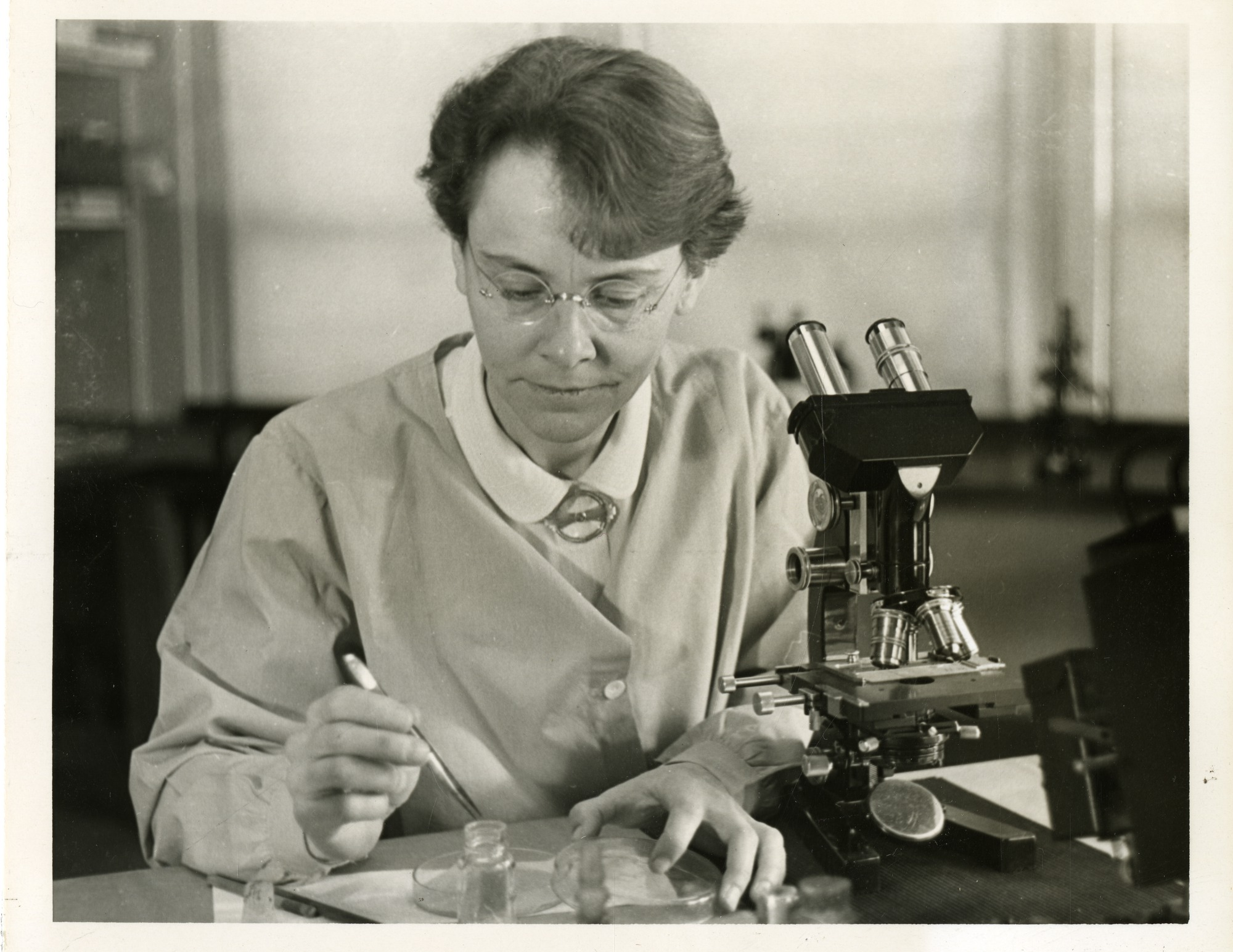
Barbara McClintock († 1992)

- 1992: Barbara McClintock, US-amerikanische Genetikerin und Nobelpreisträgerin

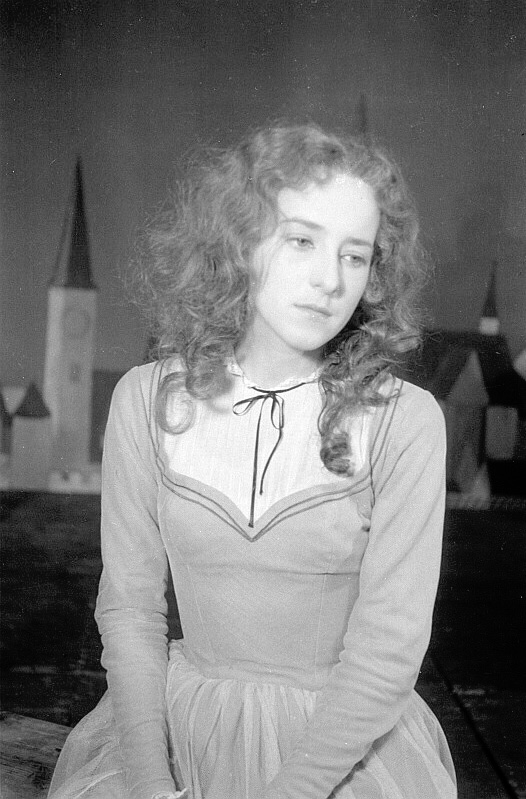
Joana Maria Gorvin († 1993)

- 1993: Joana Maria Gorvin, österreichische Schauspielerin
- 1994: Detlef Macha, deutscher Radrennfahrer
- 1995: Václav Neumann, tschechischer Dirigent
- 1996: Hans Peter Heinzl, österreichischer Kabarettist
- 1996: Otto Luening, US-amerikanischer Komponist
- 1997: Viktor Frankl, österreichischer Neurologe und Psychiater
- 1997: Rudolf Bing, britischer Theatermanager
- 1997: Mary Sears, US-amerikanische Ozeanographin
- 1998: Allen Drury, US-amerikanischer Journalist und Schriftsteller
- 1998: Charles A. Ferguson, US-amerikanischer Sprachwissenschaftler
- 2000: Vicente Asensi, spanischer Fußballspieler und -trainer
- 2000: Curt Siodmak, deutscher Schriftsteller und Regisseur

### 21. Jahrhundert

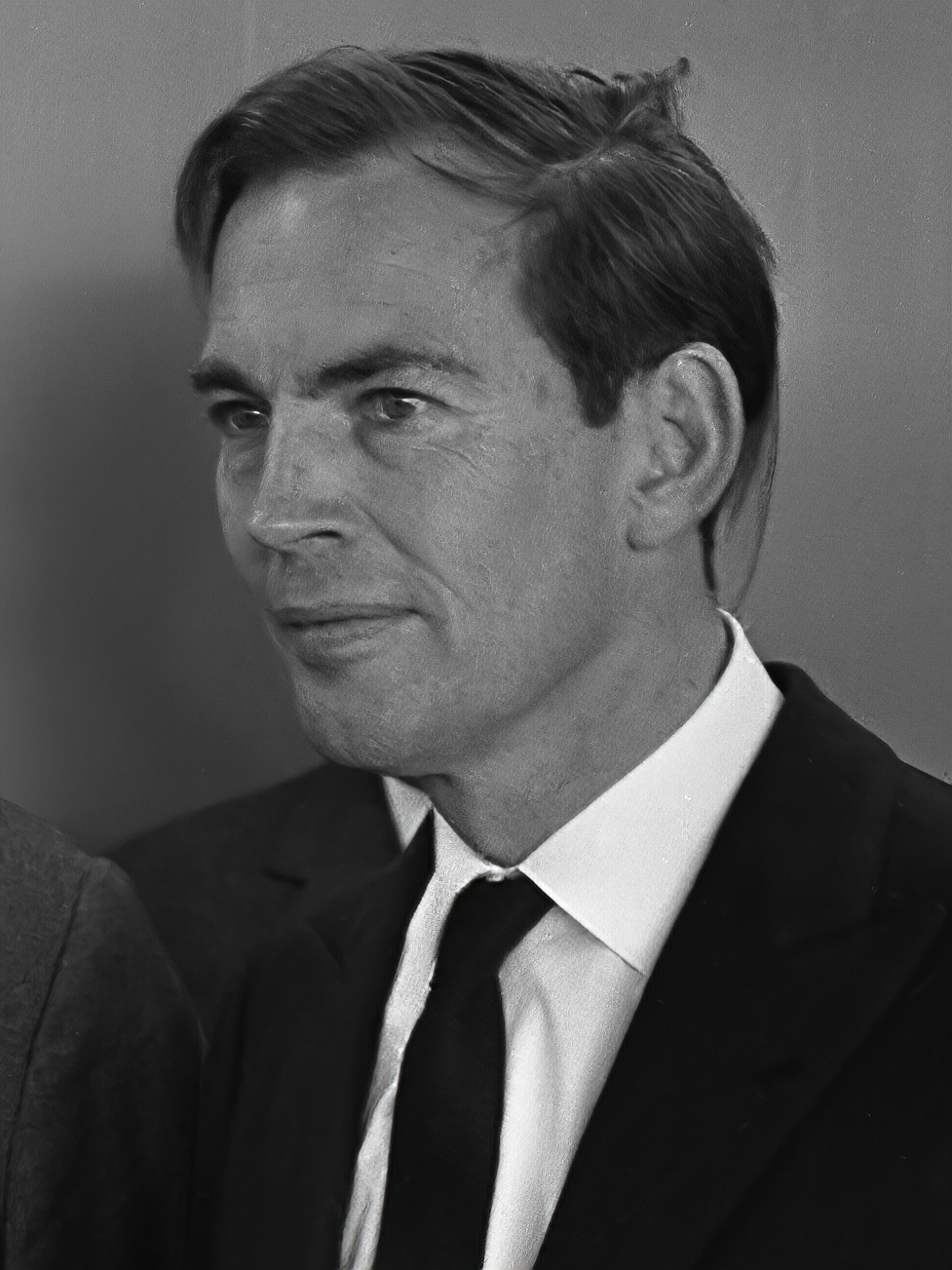
Christiaan Barnard († 2001)

- 2001: Christiaan Barnard, südafrikanischer Herzchirurg
- 2001: Troy Donahue, US-amerikanischer Schauspieler
- 2002: Sheila May Edmonds, britische Mathematikerin
- 2002: F. X. Toole, US-amerikanischer Boxtrainer

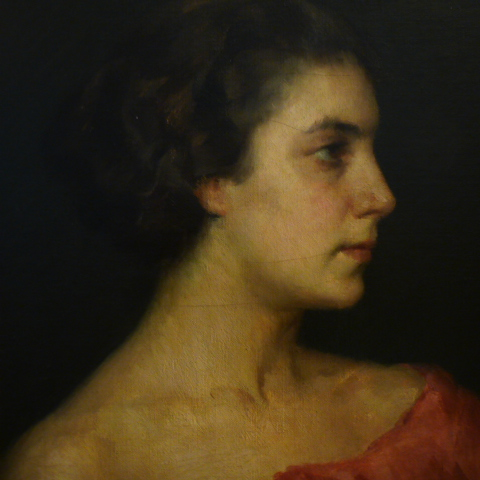
Elisabeth Kallina († 2004)

- 2004: Elisabeth Kallina, österreichische Schauspielerin
- 2004: Wilhelm Koch-Hooge, deutscher Schauspieler
- 2005: Fiede Kay, deutscher Sänger und Liedermacher plattdeutscher Lieder
- 2005: Robert Krapfenbauer, österreichischer Statiker und Bauingenieur
- 2006: Gerhard Amanshauser, österreichischer Schriftsteller
- 2006: Clermont Pépin, kanadischer Komponist, Pianist und Musikpädagoge
- 2007: Egon Hölder, deutscher Beamter und Präsident des Statistischen Bundesamtes
- 2008: Abdullah al-Harari, äthiopischer Rechtsgelehrter
- 2008: Bill Meléndez, US-amerikanischer Trickfilmzeichner

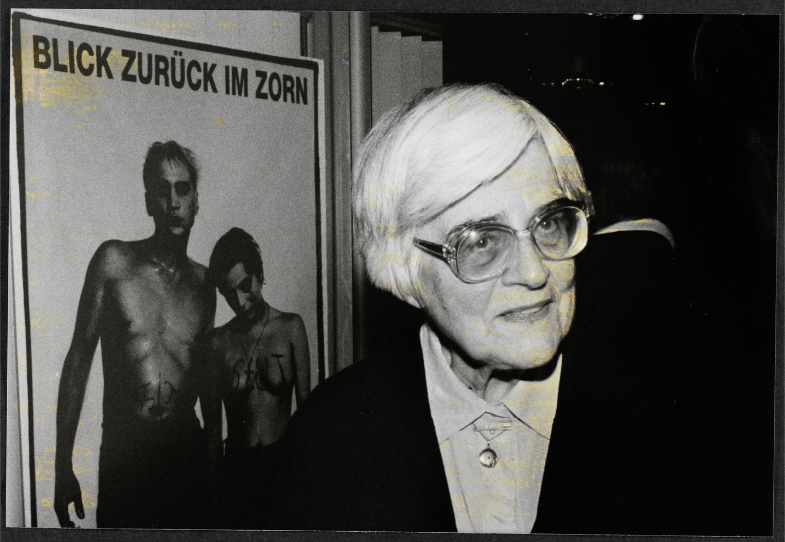
Doris Schmidt († 2008)

- 2008: Doris Schmidt, deutsche Journalistin und Kunstkritikerin
- 2010: Leo Trepp, deutsch-US-amerikanischer Rabbiner und Theologieprofessor
- 2011: Horst Kasner, deutscher evangelischer Theologe

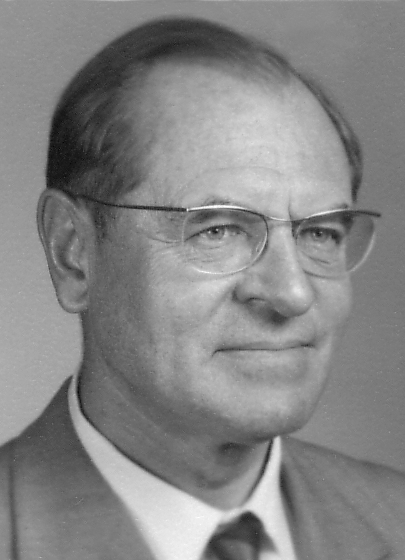
Herbert Mataré († 2011)

- 2011: Herbert Mataré, deutscher Physiker und Erfinder des europäischen Transistors
- 2012: Emmanuel Nunes, portugiesischer Komponist
- 2012: Wolfgang Reinhold, deutscher Heeresoffizier und Politiker
- 2013: Ronald Coase, britischer Wirtschaftswissenschaftler und Nobelpreisträger
- 2013: Makoto Moroi, japanischer Komponist
- 2013: Frederik Pohl, US-amerikanischer Schriftsteller
- 2014: Ute Boy, deutsche Schauspielerin und Fernsehansagerin
- 2014: Elfie Casty, Schweizer Kochbuchautorin
- 2015: Dick Guldstrand, US-amerikanischer Unternehmer und Autorennfahrer
- 2015: Hermann Strampfer, deutscher Jurist und Verwaltungsbeamter
- 2016: Islom Karimov, usbekischer Politiker und Staatspräsident
- 2016: Antonina Alexandrowna Seredina, sowjetische Kanutin
- 2017: Maria Cäsar, österreichische NS-Widerstandskämpferin und Aktivistin
- 2017: Hugo Obwegeser, österreichischer Kieferchirurg
- 2018: Karla Kienzl, österreichische Rennrodlerin

Urs Widmer († 2018)

- 2018: Urs Widmer, Schweizer Politiker
- 2019: August Nitschke, deutscher Historiker
- 2019: Tom Zickler, deutscher Filmproduzent
- 2020: David Graeber, US-amerikanischer Anthropologe
- 2020: Kaing Guek Eav, kambodschanischer Gefängnisleiter, Völkerrechtsverbrecher und Rote-Khmer-Funktionär
- 2021: Hans Antonsson, schwedischer Ringer
- 2021: Mikis Theodorakis, griechischer Komponist, Schriftsteller und Politiker
- 2022: Frank Drake, US-amerikanischer Astronom und Astrophysiker
- 2023: Walter Arlen, österreichisch-US-amerikanischer Musikkritiker, Musikpädagoge und Komponist

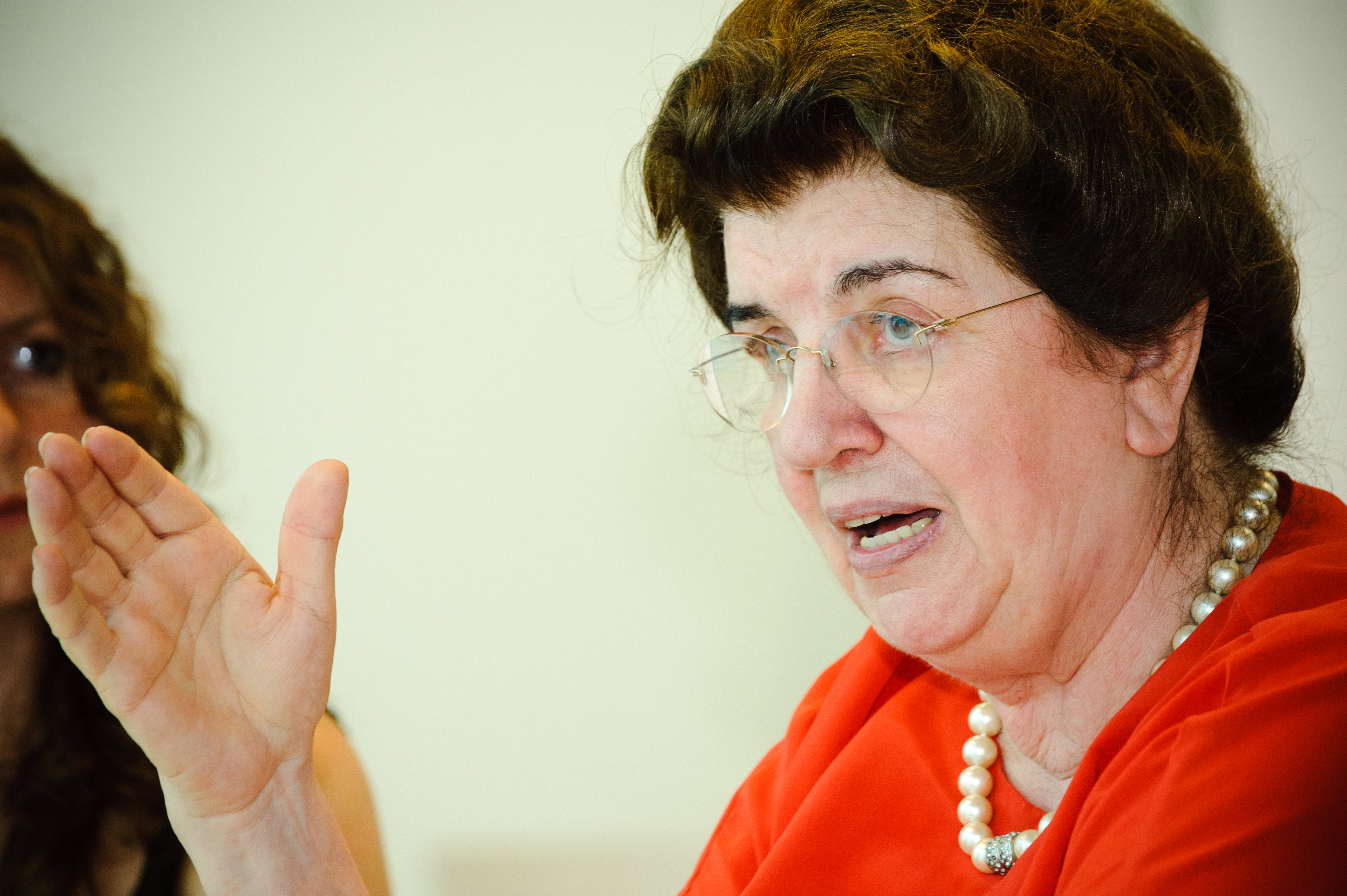
Lore Maria Peschel-Gutzeit († 2023)

- 2023: Lore Maria Peschel-Gutzeit, deutsche Juristin und Politikerin (SPD)
- 2024: James Darren, US-amerikanischer Sänger, Schauspieler und Regisseur

## Feier- und Gedenktage
- Kirchliche Gedenktage
  - Nikolai Frederik Severin Grundtvig, Bischof von Dänemark (evangelisch)
- Namenstage
  - Ingrid (nur in Deutschland)
- Staatliche Feier- und Gedenktage
  - Vietnam, Unabhängigkeit von Frankreich (1945)

Weitere Einträge enthält die Liste von Gedenk- und Aktionstagen.